# Gimel-les-Cascades
Pour les articles homonymes, voir Gimel.
Gimel-les-Cascades est une commune française située dans le département de la Corrèze en région Nouvelle-Aquitaine.
Ses habitants sont appelés les Gimelois(es).

## Géographie
La commune est située dans le Massif central et arrosée par la Montane qui lui sert de limite au sud-ouest en la séparant de Chanac-les-Mines.
Elle est traversée par l'autoroute A89 (dont l'échangeur no 21 se trouve sur le territoire communal ainsi que le viaduc du Chadon), la route départementale 1089 (l'ancienne route nationale 89) et les routes départementales 53, 53E3 et 53E4, ainsi que la 26 et la 978 au sud-est.
À vol d'oiseau, le bourg de Gimel est situé à sept kilomètres au nord-est de Tulle et huit kilomètres au sud de Corrèze.

### Communes limitrophes

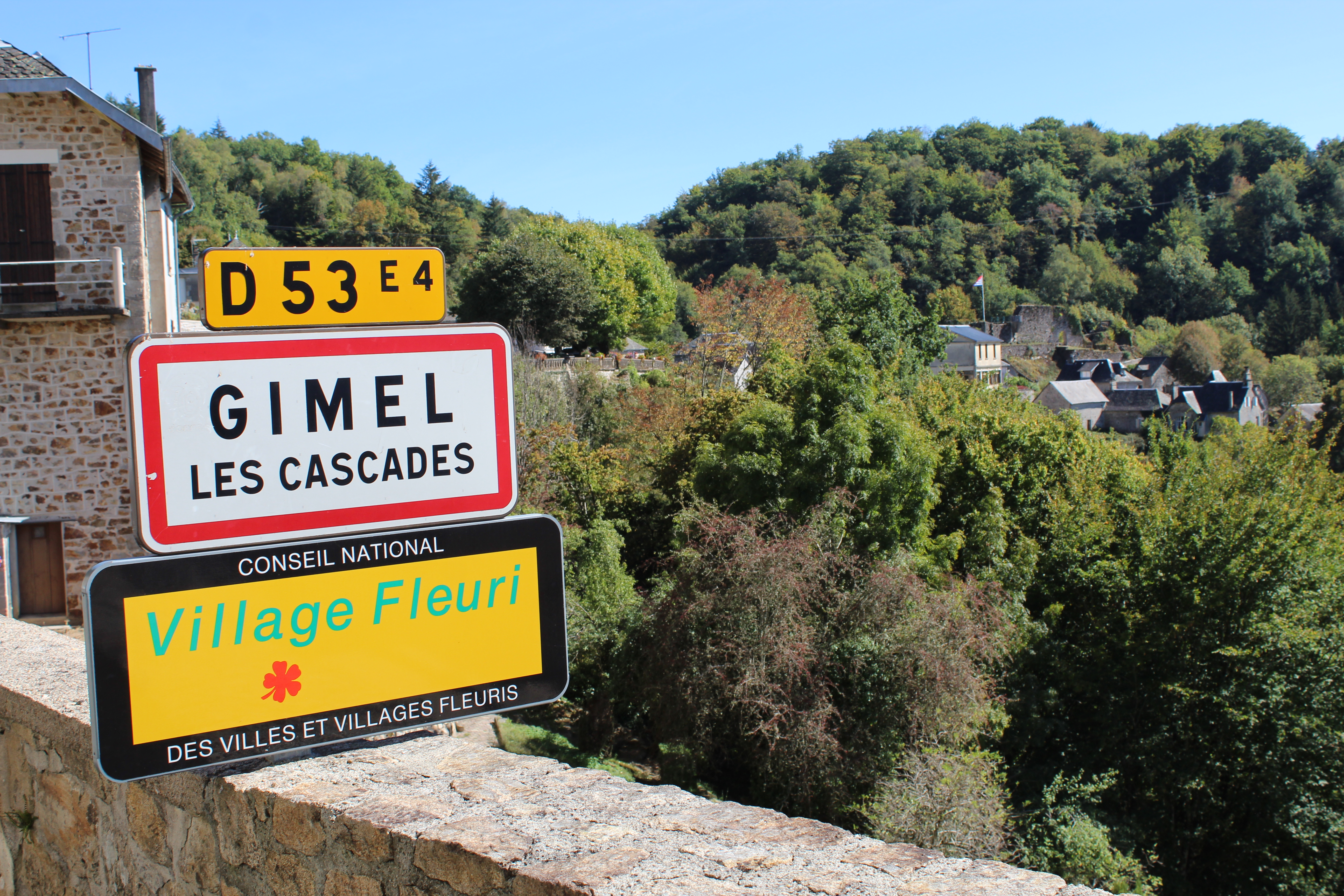
Entrée du village.

Les communes limitrophes sont Les Angles-sur-Corrèze, Bar, Chanac-les-Mines, Corrèze, Naves, Saint-Martial-de-Gimel, Saint-Priest-de-Gimel et Tulle.
| Les Angles-sur-Corrèze | Bar                | Corrèze                |
| Naves                  | Gimel-les-Cascades | Saint-Priest-de-Gimel  |
| Tulle                  | Chanac-les-Mines   | Saint-Martial-de-Gimel |

### Climat
Pour des articles plus généraux, voir Climat de la Nouvelle-Aquitaine et Climat de la Corrèze.
Historiquement, la commune est exposée à un climat montagnard.  
En 2020, Météo-France publie une typologie des climats de la France métropolitaine dans laquelle la commune est exposée à un climat de montagne et est dans la région climatique  Ouest et nord-ouest du Massif Central, caractérisée par une pluviométrie annuelle de 900 à 1 500 mm, maximale en automne et en hiver.
Pour la période 1971-2000, la température annuelle moyenne est de 11 °C, avec  une amplitude thermique annuelle de 15 °C. Le cumul annuel moyen de précipitations est de 1 258 mm, avec 12,7 jours de précipitations en janvier et 8,1 jours en juillet. Pour la période 1991-2020, la température moyenne annuelle observée sur la station météorologique la plus proche, située sur la commune de Tulle à 8 km à vol d'oiseau, est de 12,1 °C et le cumul annuel moyen de précipitations est de 1 236,1 mm,. Pour l'avenir, les paramètres climatiques de la commune estimés pour 2050 selon différents scénarios d’émission de gaz à effet de serre sont consultables sur un site dédié publié par Météo-France en novembre 2022.

## Urbanisme

### Typologie
Au 1er janvier 2024, Gimel-les-Cascades est catégorisée commune rurale à habitat dispersé, selon la nouvelle grille communale de densité à 7 niveaux définie par l'Insee en 2022.
Elle est située hors unité urbaine. Par ailleurs la commune fait partie de l'aire d'attraction de Tulle, dont elle est une commune de la couronne,. Cette aire, qui regroupe 43 communes, est catégorisée dans les aires de moins de 50 000 habitants,.

### Occupation des sols
L'occupation des sols de la commune, telle qu'elle ressort de la base de données européenne d’occupation biophysique des sols Corine Land Cover (CLC), est marquée par l'importance des forêts et milieux semi-naturels (63,3 % en 2018), une proportion sensiblement équivalente à celle de 1990 (64 %). La répartition détaillée en 2018 est la suivante : 
forêts (63,3 %), prairies (19,4 %), zones agricoles hétérogènes (11 %), zones industrielles ou commerciales et réseaux de communication (2,9 %), zones urbanisées (2 %), eaux continentales (1,4 %).
L'évolution de l’occupation des sols de la commune et de ses infrastructures peut être observée sur les différentes représentations cartographiques du territoire : la carte de Cassini (XVIIIe siècle), la carte d'état-major (1820-1866) et les cartes ou photos aériennes de l'IGN pour la période actuelle (1950 à aujourd'hui).

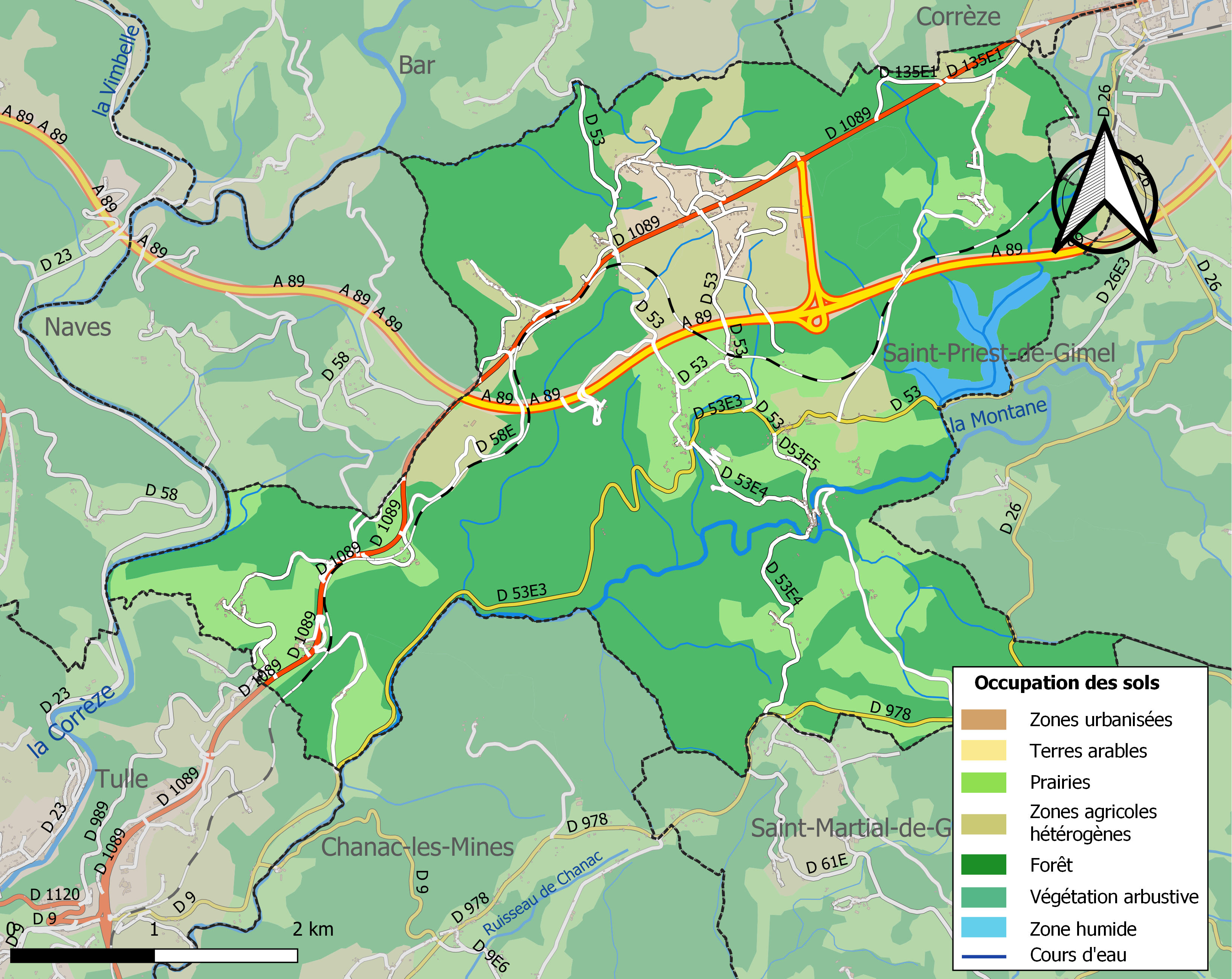
Carte des infrastructures et de l'occupation des sols de la commune en 2018 (CLC).

### Risques majeurs
Le territoire de la commune de Gimel-les-Cascades est vulnérable à différents aléas naturels : météorologiques (tempête, orage, neige, grand froid, canicule ou sécheresse), inondations, feux de forêts et séisme (sismicité très faible). Il est également exposé à un risque technologique,  le transport de matières dangereuses, et à un risque particulier : le risque de radon. Un site publié par le BRGM permet d'évaluer simplement et rapidement les risques d'un bien localisé soit par son adresse soit par le numéro de sa parcelle.

#### Risques naturels
Certaines parties du territoire communal sont susceptibles d’être affectées par le risque d’inondation par débordement de cours d'eau, notamment la Corrèze et la Montane. La commune a été reconnue en état de catastrophe naturelle au titre des dommages causés par les inondations et coulées de boue survenues en 1982, 1992, 1999 et 2001,. Le risque inondation est pris en compte dans l'aménagement du territoire de la commune par le biais du plan de prévention des risques (PPR) inondation « Corrèze amont », approuvé le 9 octobre 2006. 

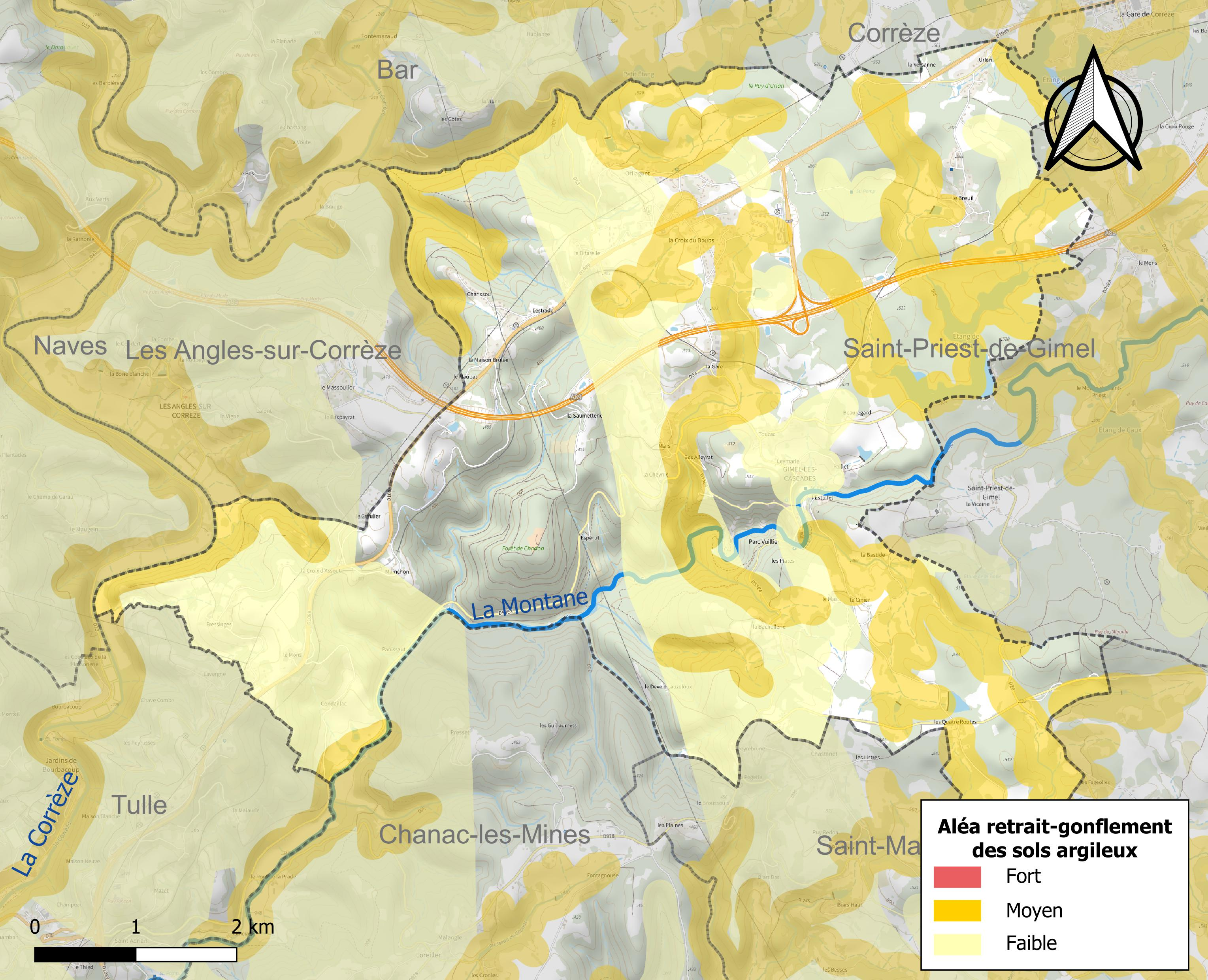
Carte des zones d'aléa retrait-gonflement des sols argileux de Gimel-les-Cascades.

Le retrait-gonflement des sols argileux est susceptible d'engendrer des dommages importants aux bâtiments en cas d’alternance de périodes de sécheresse et de pluie. 33,4 % de la superficie communale est en aléa moyen ou fort (26,8 % au niveau départemental et 48,5 % au niveau national). Sur les 416 bâtiments dénombrés sur la commune en 2019,  123 sont en aléa moyen ou fort, soit 30 %, à comparer aux 36 % au niveau départemental et 54 % au niveau national. Une cartographie de l'exposition du territoire national au retrait gonflement des sols argileux est disponible sur le site du BRGM,.
Concernant les feux de forêt, aucun plan de prévention des risques incendie de forêt (PPRIF) n’a été établi en Corrèze, néanmoins le code de l’urbanisme impose la prise en compte des risques dans les documents d’urbanisme. Le périmètre des servitudes d'utilité publique et des zones d'obligation légale de débroussaillement pour les particuliers est quant à lui défini pour la commune dans une carte dédiée. 
Concernant les mouvements de terrains, la commune a été reconnue en état de catastrophe naturelle au titre des dommages causés par des mouvements de terrain en 1999.

#### Risques technologiques
Le risque de transport de matières dangereuses sur la commune est lié à sa traversée par une route à fort trafic. Un accident se produisant sur une telle infrastructure est susceptible d’avoir des effets graves sur les biens, les personnes ou l'environnement, selon la nature du matériau transporté. Des dispositions d’urbanisme peuvent être préconisées en conséquence. 

#### Risque particulier
Dans plusieurs parties du territoire national, le radon, accumulé dans certains logements ou autres locaux, peut constituer une source significative d’exposition de la population aux rayonnements ionisants. Certaines communes du département sont concernées par le risque radon à un niveau plus ou moins élevé. Selon la classification de 2018, la commune de Gimel-les-Cascades est classée en zone 3, à savoir zone à potentiel radon significatif. 

## Histoire
En 1595, pendant les Guerres de religion une troupe de ligueurs s'empare de Gimel.
En 1974, la commune de Gimel prend le nom de Gimel-les-Cascades.

## Politique et administration

### Liste des maires
| Période                                  | Période  | Identité      | Étiquette | Qualité               |
| ---------------------------------------- | -------- | ------------- | --------- | --------------------- |
| Les données manquantes sont à compléter. |          |               |           |                       |
|                                          |          |               |           |                       |
| mars 2001 (réélu en mars 2014)           | En cours | Alain Sentier |           | Professeur des écoles |

### Politique environnementale
Dans son palmarès 2024, le Conseil national de villes et villages fleuris de France a attribué deux fleurs à la commune.

## Démographie
L'évolution du nombre d'habitants est connue à travers les recensements de la population effectués dans la commune depuis 1793. Pour les communes de moins de 10 000 habitants, une enquête de recensement portant sur toute la population est réalisée tous les cinq ans, les populations de référence des années intermédiaires étant quant à elles estimées par interpolation ou extrapolation. Pour la commune, le premier recensement exhaustif entrant dans le cadre du nouveau dispositif a été réalisé en 2005.

En 2022, la commune comptait 765 habitants, en évolution de −2,8 % par rapport à 2016 (Corrèze : −0,59 %, France hors Mayotte : +2,11 %).
| 1793 | 1800 | 1806 | 1821 | 1831 | 1836 | 1841 | 1846 | 1851 |
| ---- | ---- | ---- | ---- | ---- | ---- | ---- | ---- | ---- |
| 911  | 610  | 755  | 825  | 886  | 914  | 907  | 998  | 969  |

| 1856 | 1861 | 1866 | 1872 | 1876  | 1881  | 1886  | 1891 | 1896 |
| ---- | ---- | ---- | ---- | ----- | ----- | ----- | ---- | ---- |
| 931  | 983  | 979  | 919  | 1 147 | 1 072 | 1 031 | 958  | 993  |

| 1901 | 1906 | 1911 | 1921 | 1926 | 1931 | 1936 | 1946 | 1954 |
| ---- | ---- | ---- | ---- | ---- | ---- | ---- | ---- | ---- |
| 911  | 920  | 846  | 748  | 653  | 644  | 583  | 581  | 593  |

| 1962 | 1968 | 1975 | 1982 | 1990 | 1999 | 2005 | 2006 | 2010 |
| ---- | ---- | ---- | ---- | ---- | ---- | ---- | ---- | ---- |
| 601  | 558  | 494  | 553  | 655  | 630  | 670  | 679  | 720  |

| 2015 | 2020 | 2022 | - | - | - | - | - | - |
| ---- | ---- | ---- | - | - | - | - | - | - |
| 776  | 782  | 765  | - | - | - | - | - | - |

## Lieux et monuments

### Lescascades de Gimel
Gimel est surtout connu pour ses cascades, propriété privée, visitable. La Montane, affluent de la Corrèze, dévale en trois chutes successives pour un dénivelé total de 143 mètres : le Grand saut, la Redole et la Queue de cheval qui plonge dans le gouffre de l'Inferno.

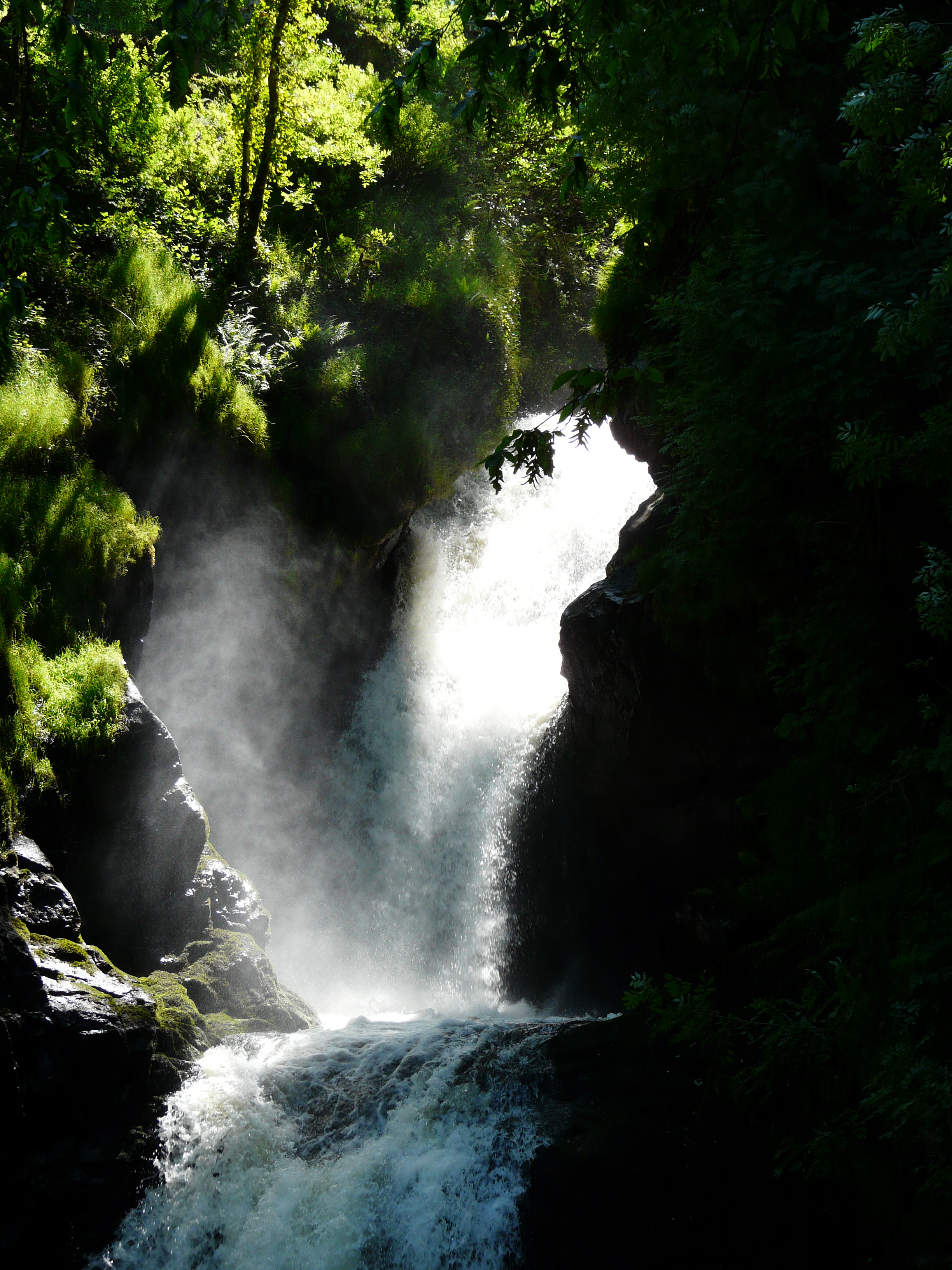
La partie supérieure du Grand saut.
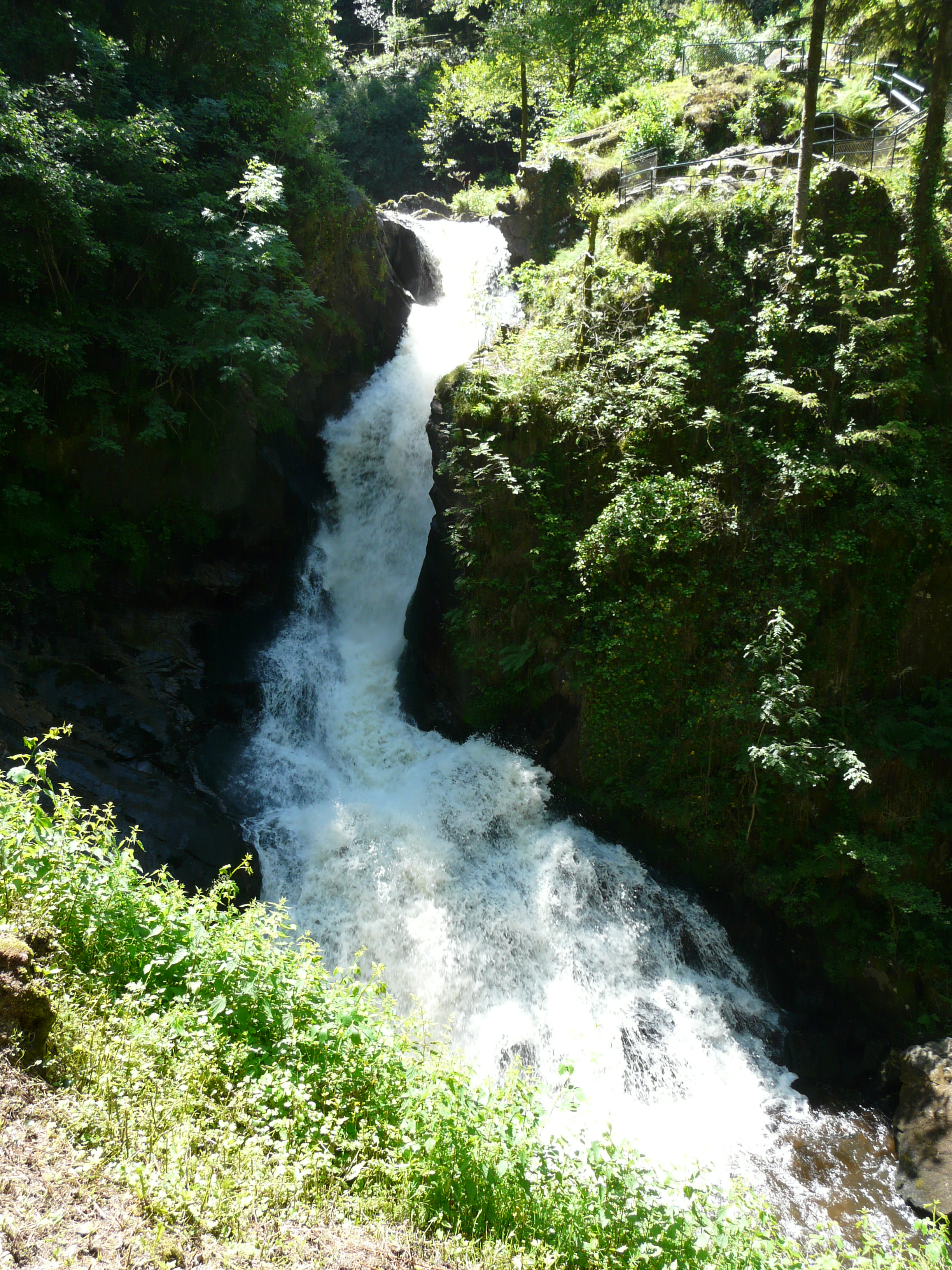
La Redole.
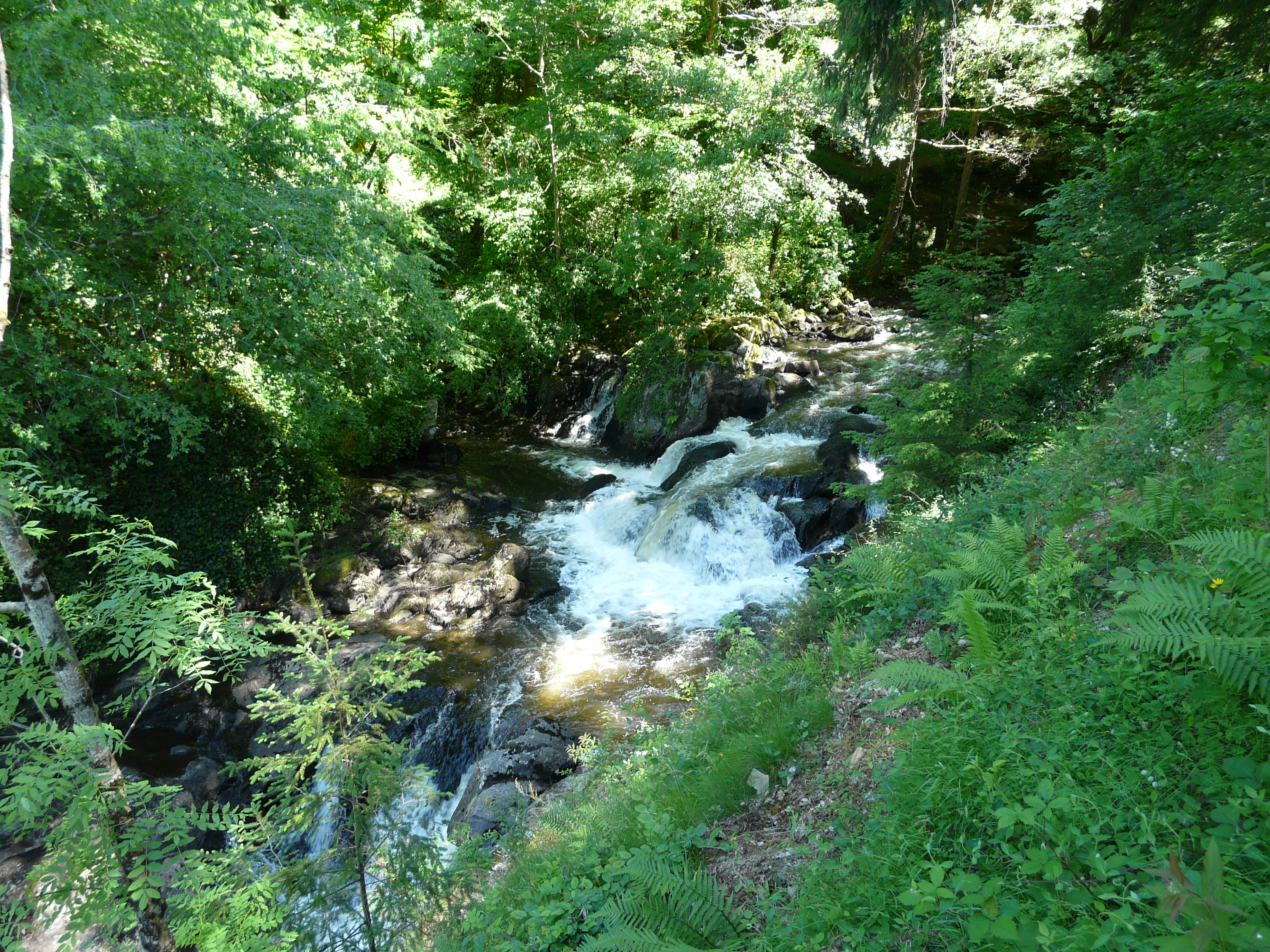
La Montane en aval de la Redole.
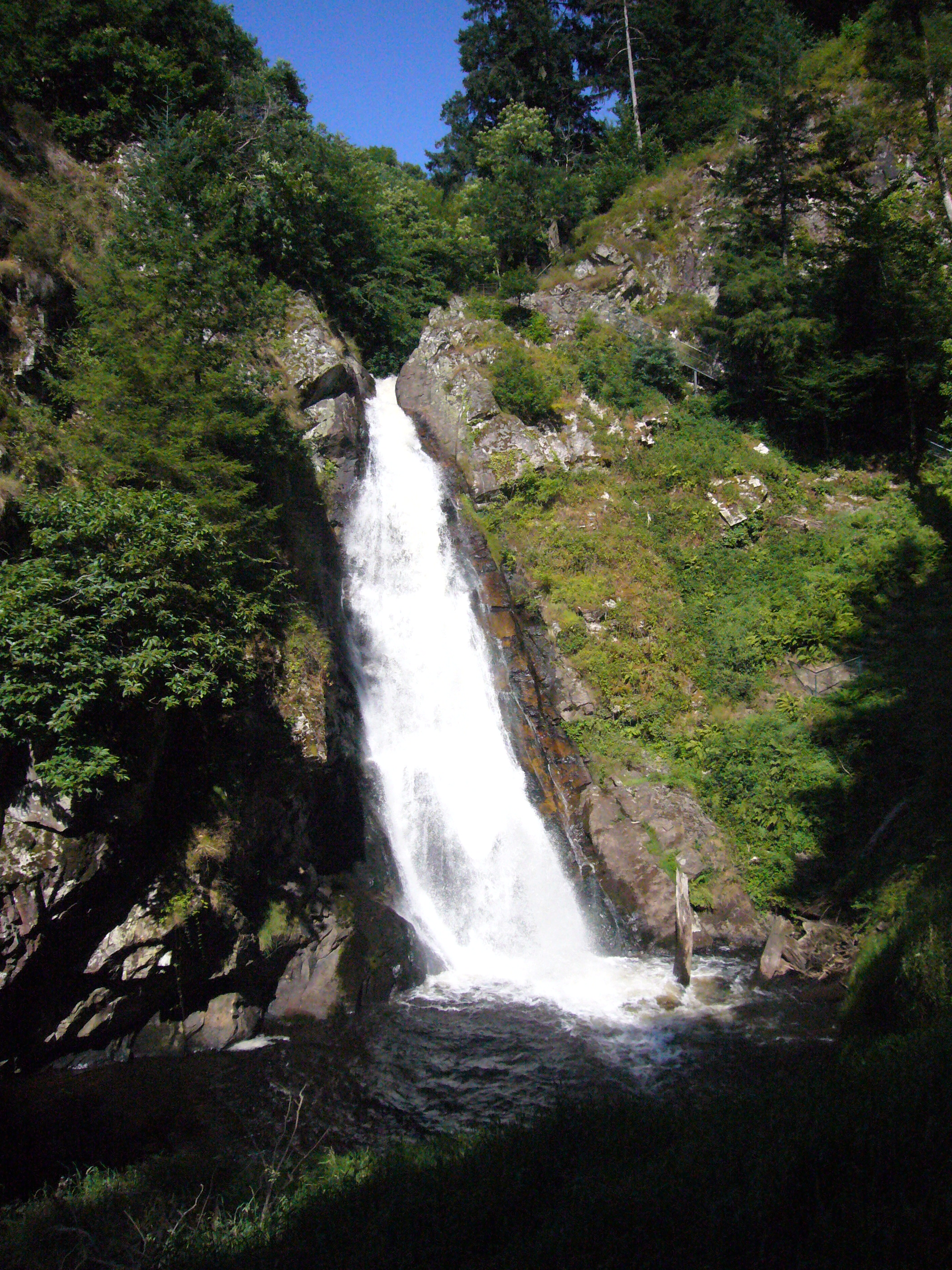
La Queue de cheval.

### L'église Saint-Pardoux de Gimel-les-Cascades
L'église Saint-Pardoux date du XVe siècle ; elle possède un clocher à peigne et est surtout célèbre pour son trésor dans une petite salle à gauche en entrant.
L'édifice est inscrit au titre des monuments historiques en 2009.

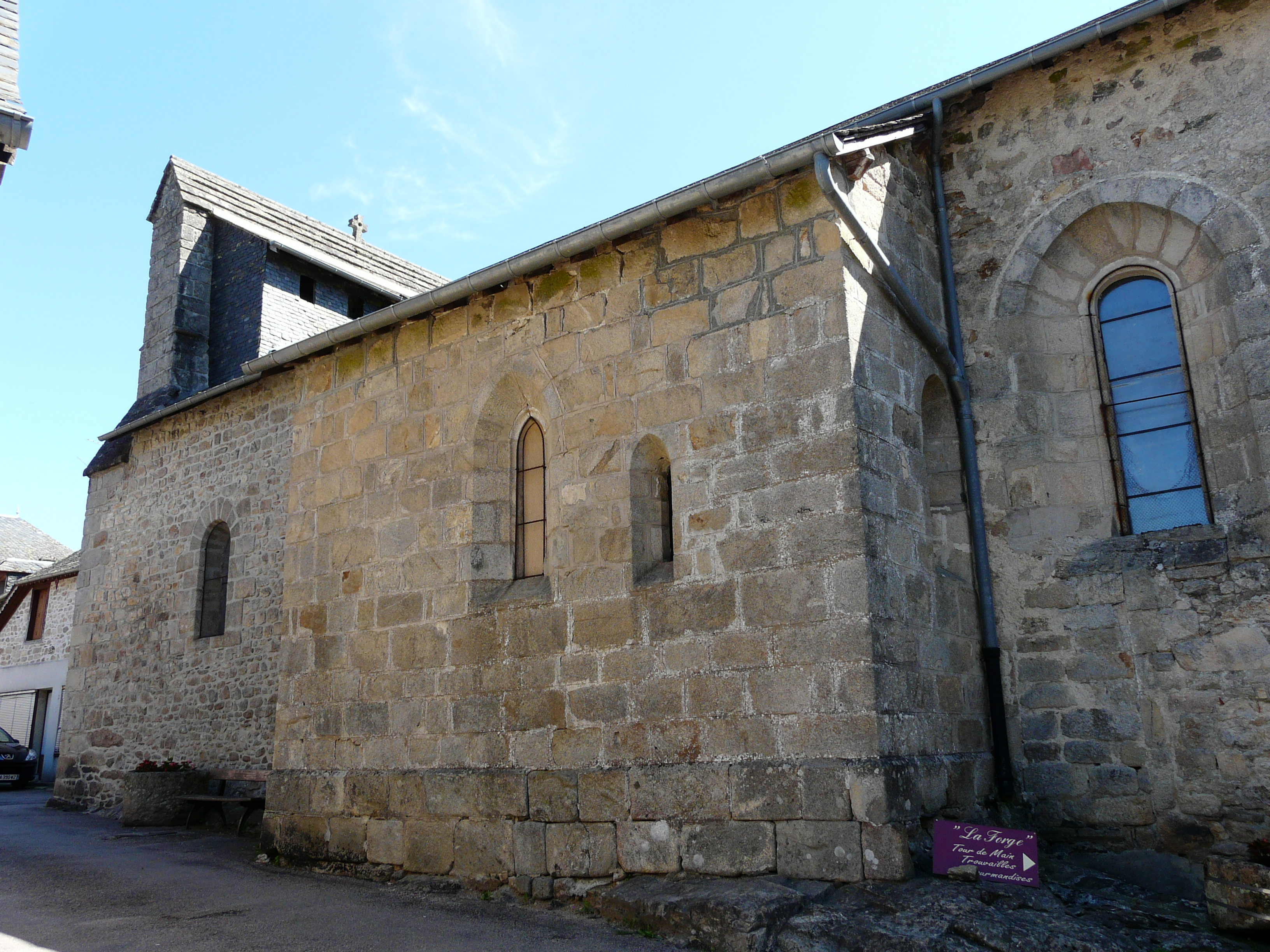
L'église Saint-Pardoux.
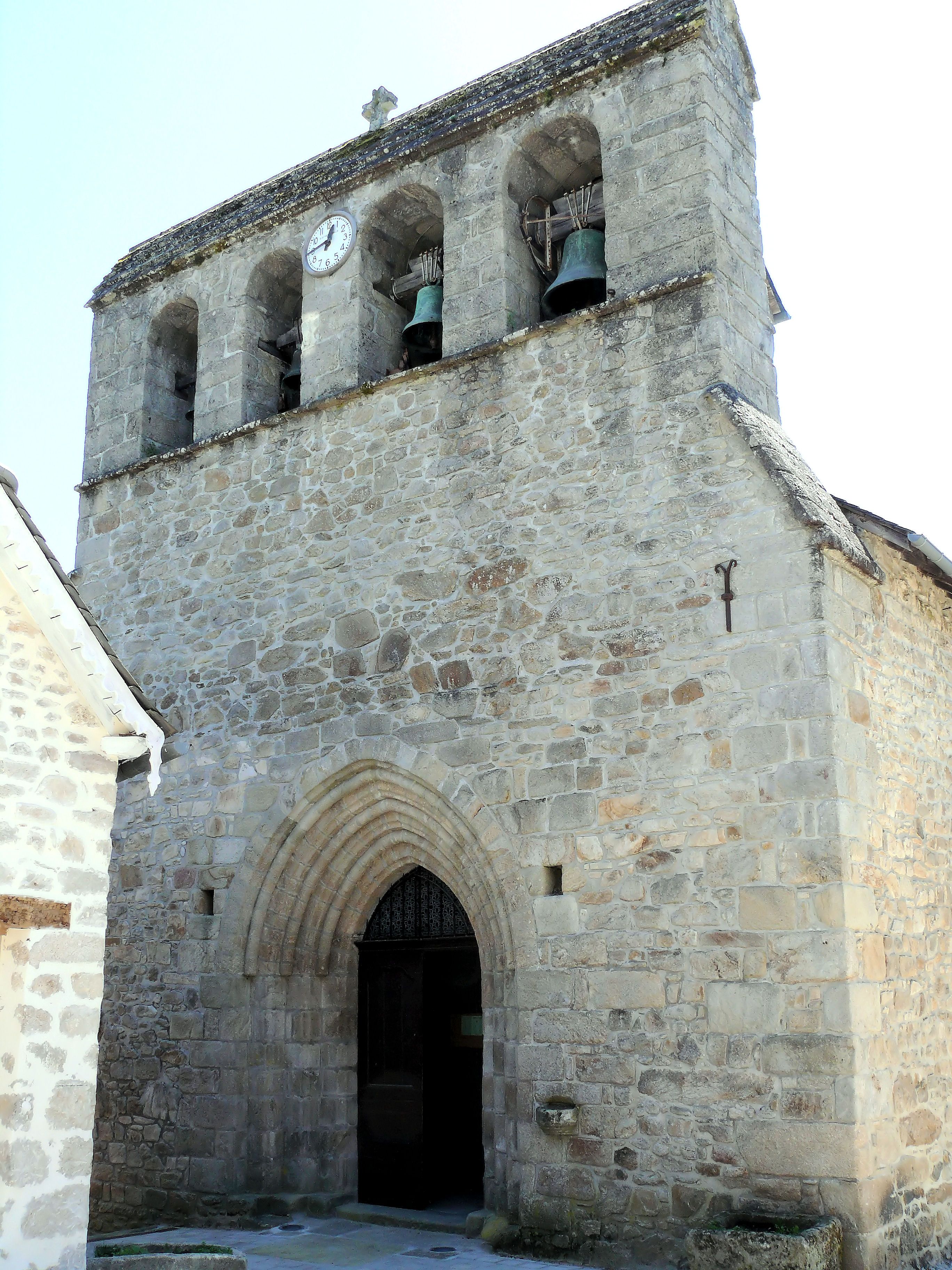
Le clocher-peigne.
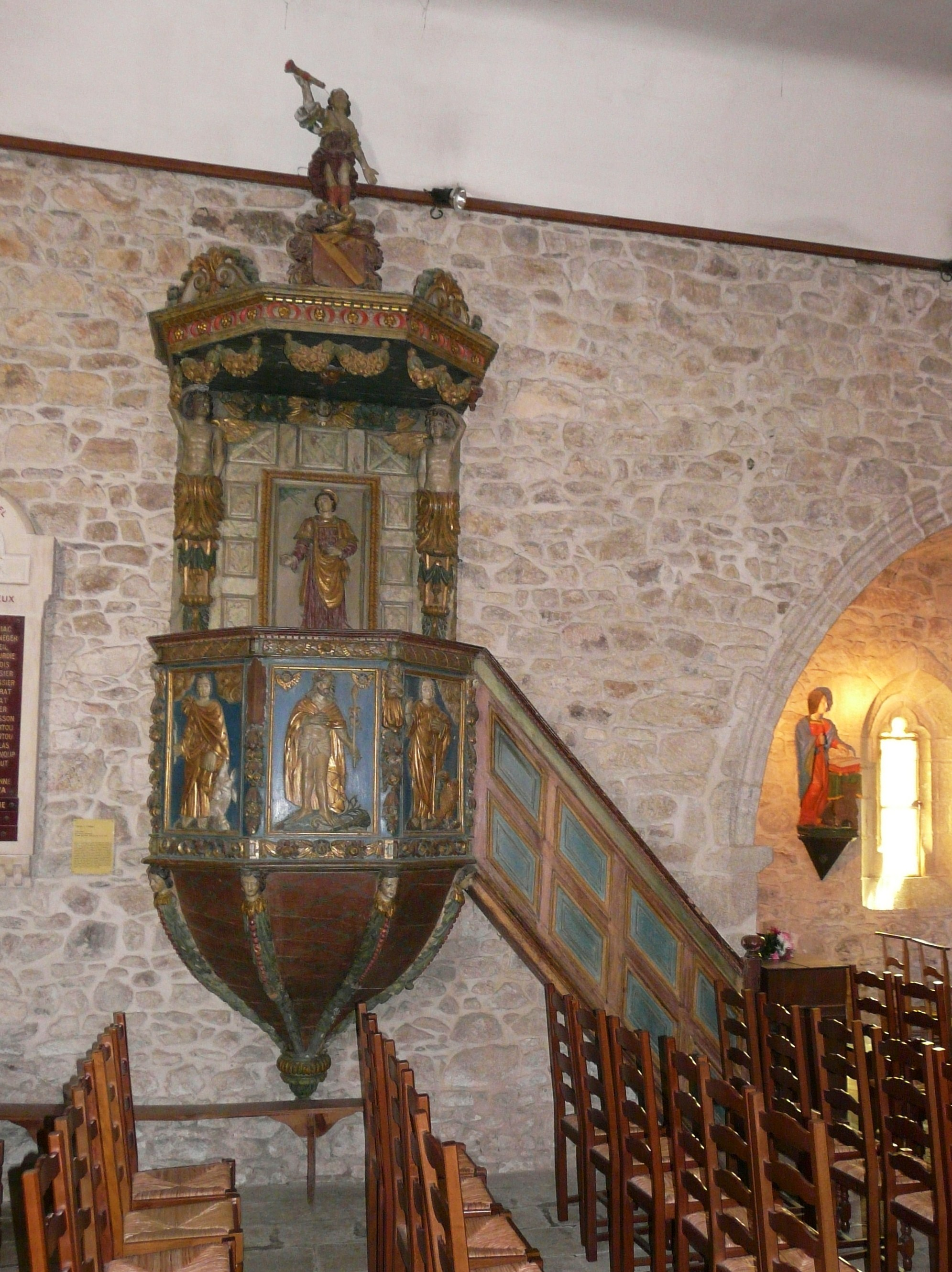
La chaire.
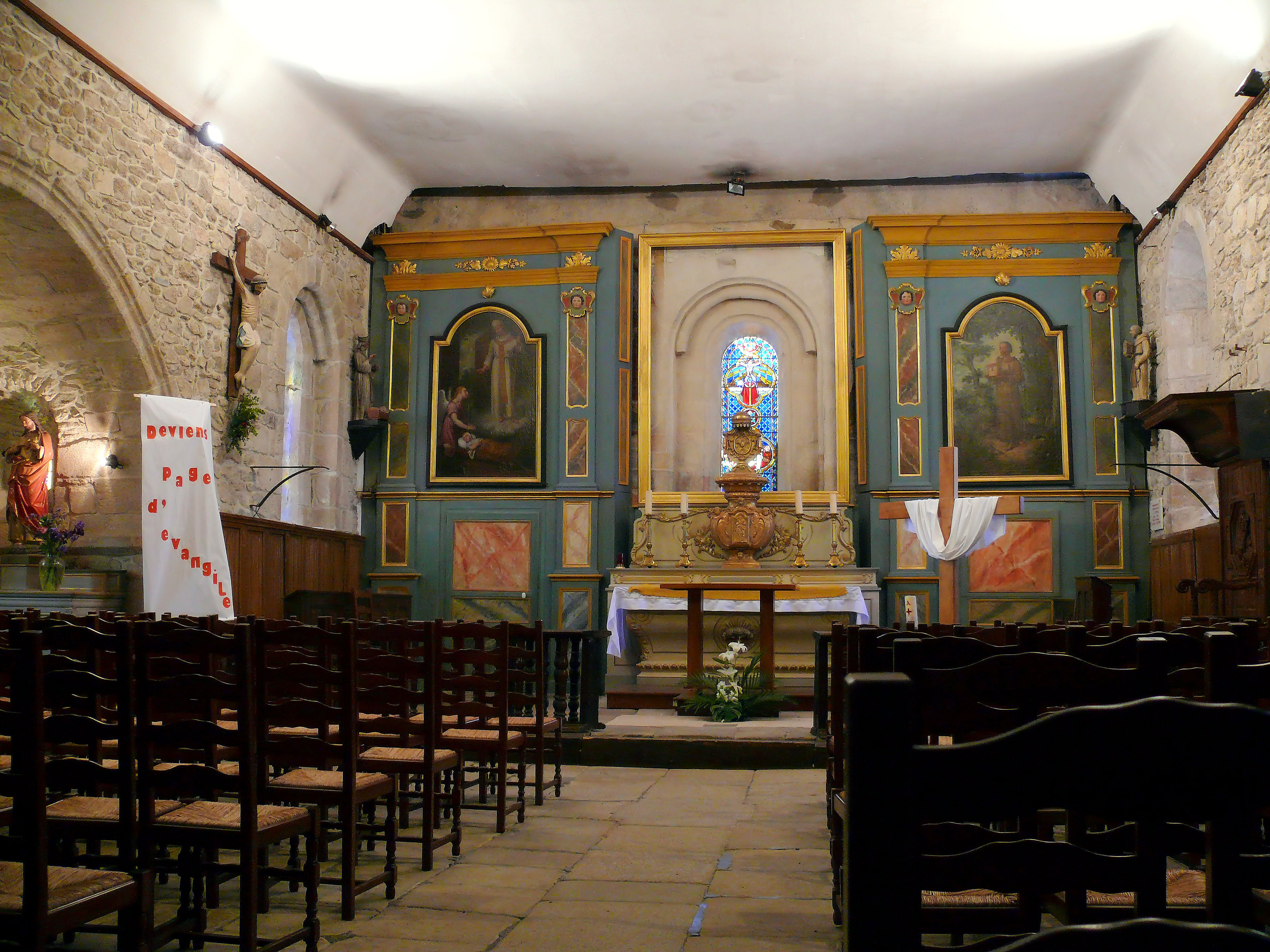
La nef et le retable.
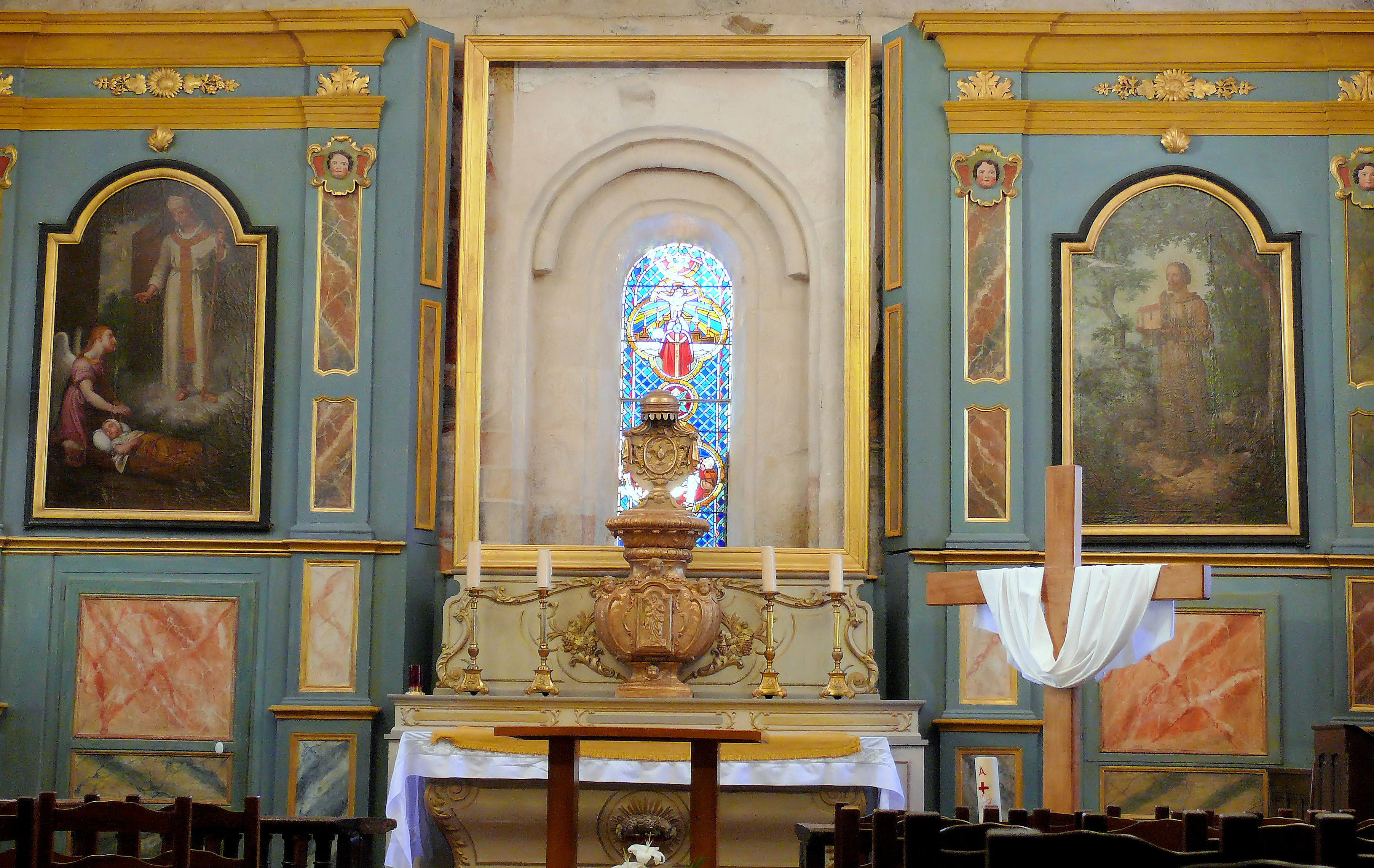
Le maître autel.

- Le trésor se compose de plusieurs pièces, notamment :
  - une châsse en émail de Limoges datant du XIIe siècle contenant les reliques de saint Étienne. Elle est classée monument historique depuis 1891. Elle est protégée derrière une vitre épaisse, car elle fut volée puis retrouvée.
  - un buste-reliquaire de saint Dumine en argent repoussé et ciselé datant du XVe siècle, dans une autre vitrine.

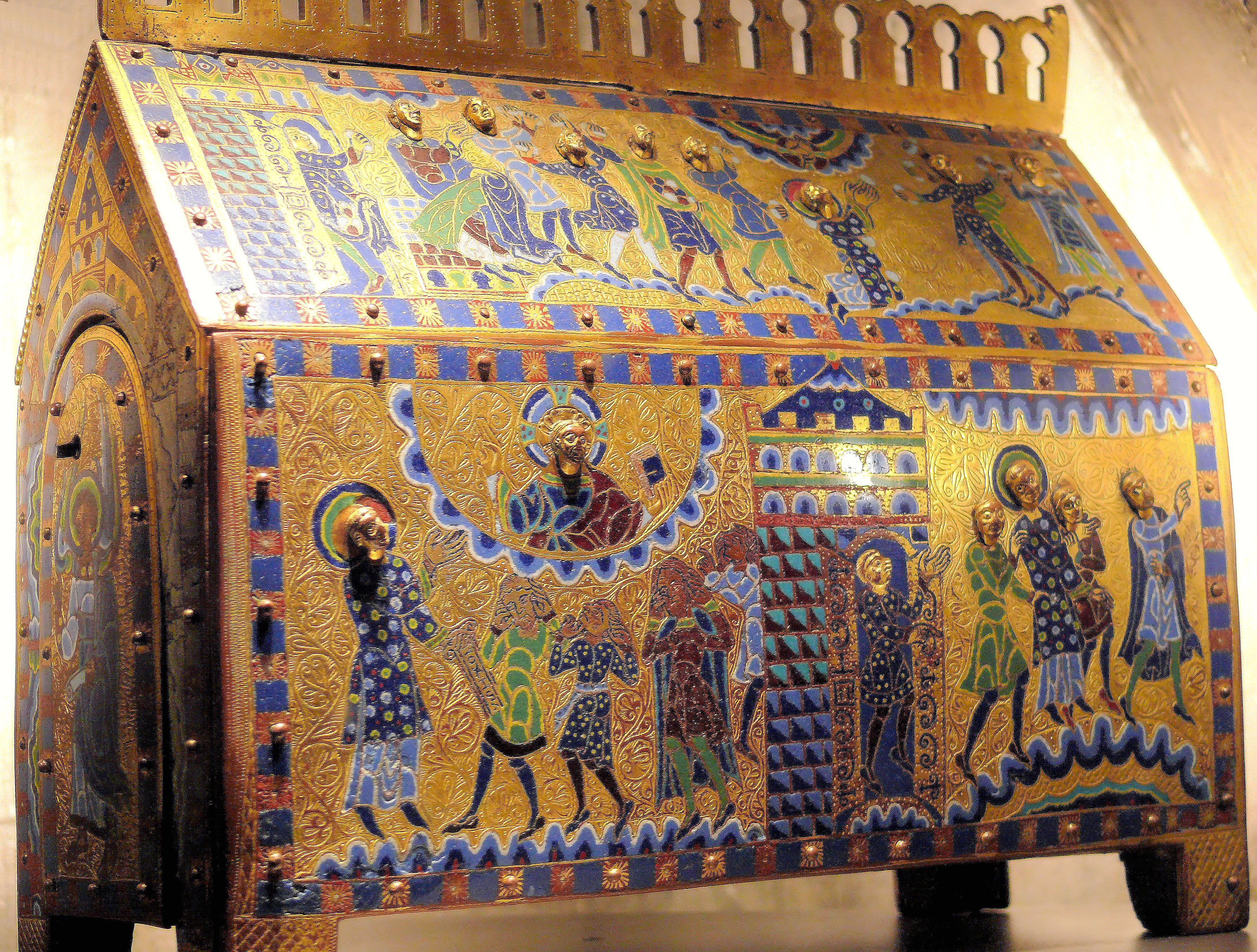
La châsse-reliquaire de saint Étienne (Vie de saint Étienne).
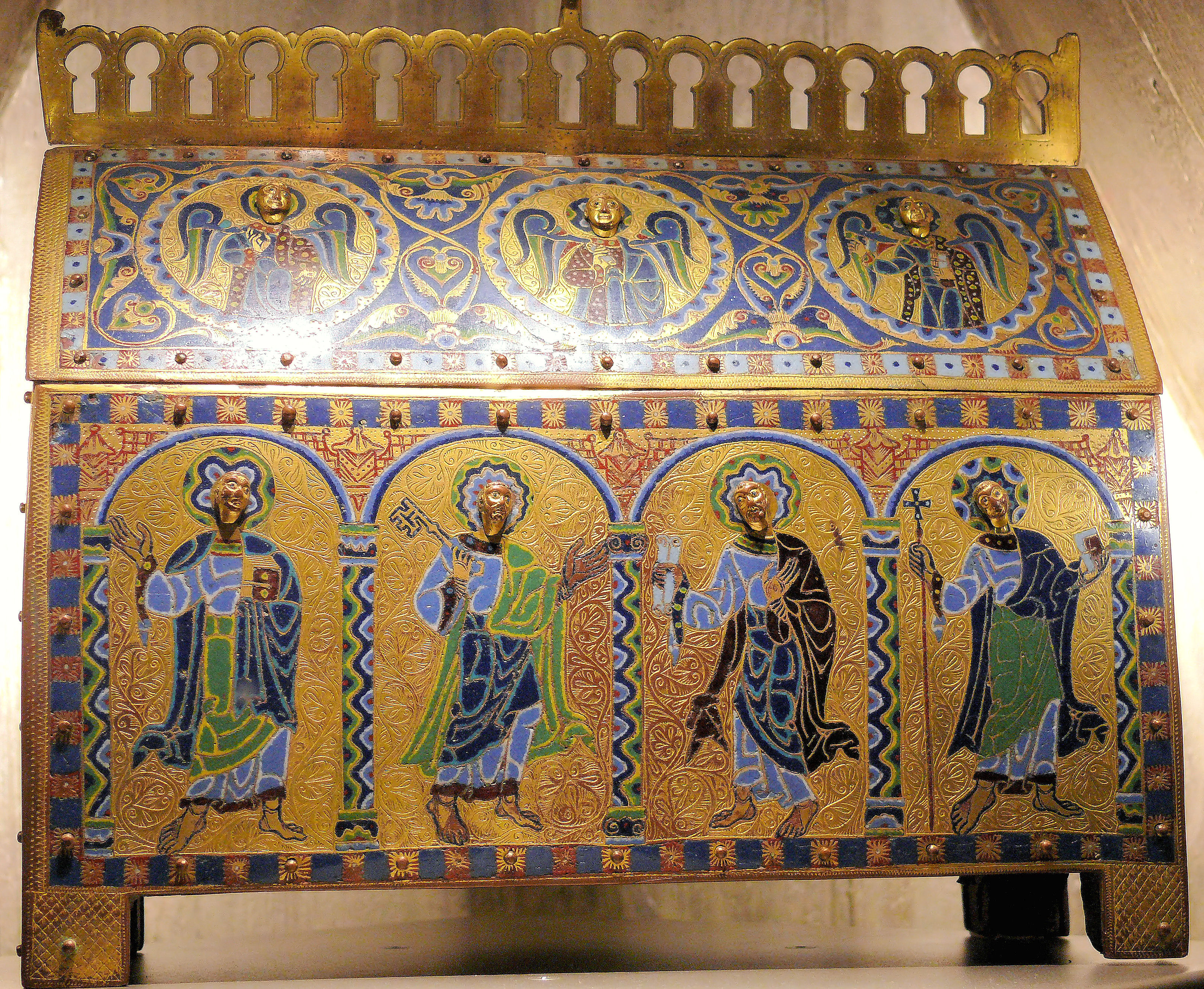
Autre vue de la châsse de saint Étienne.
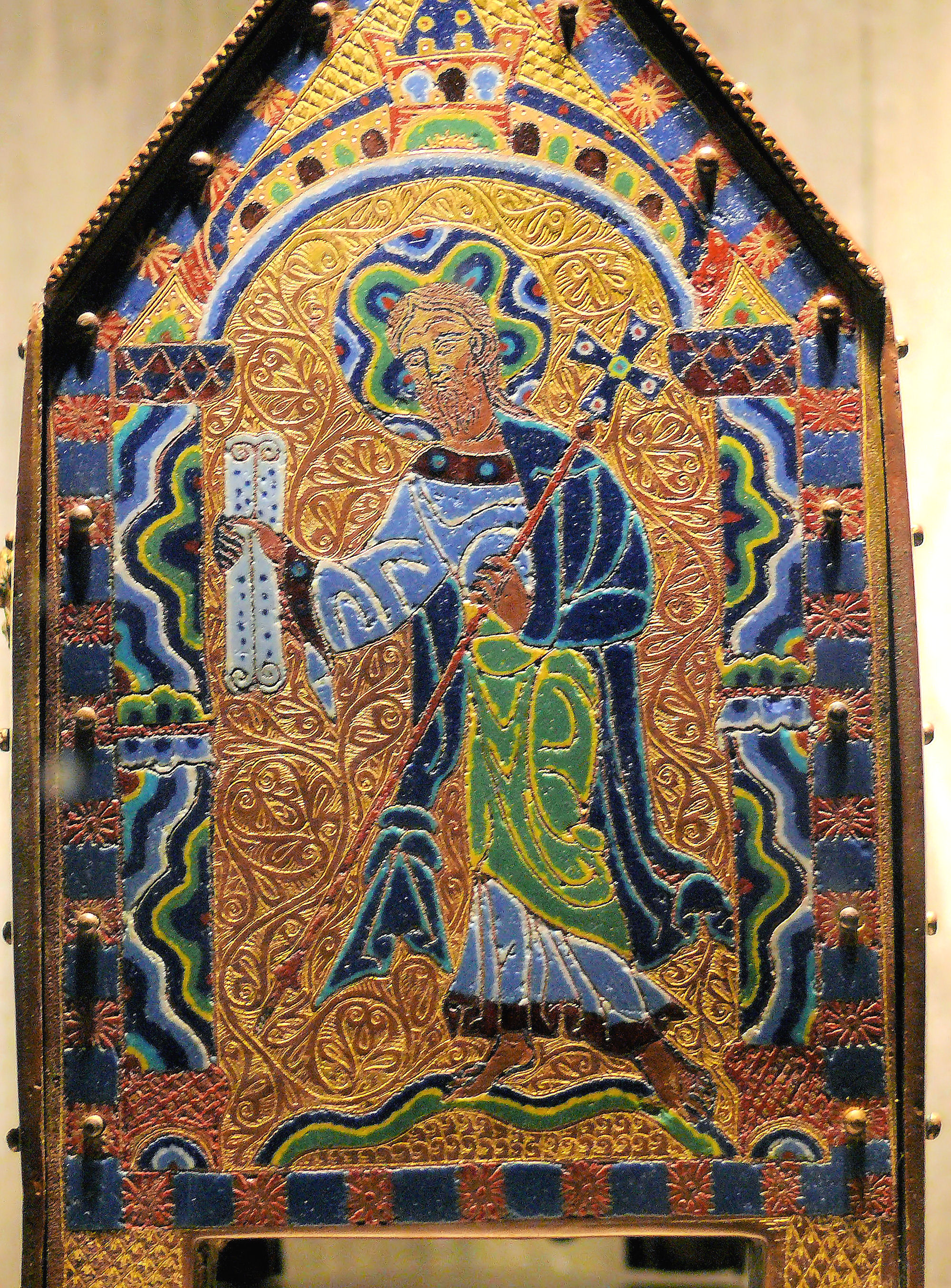
La châsse de saint Étienne.
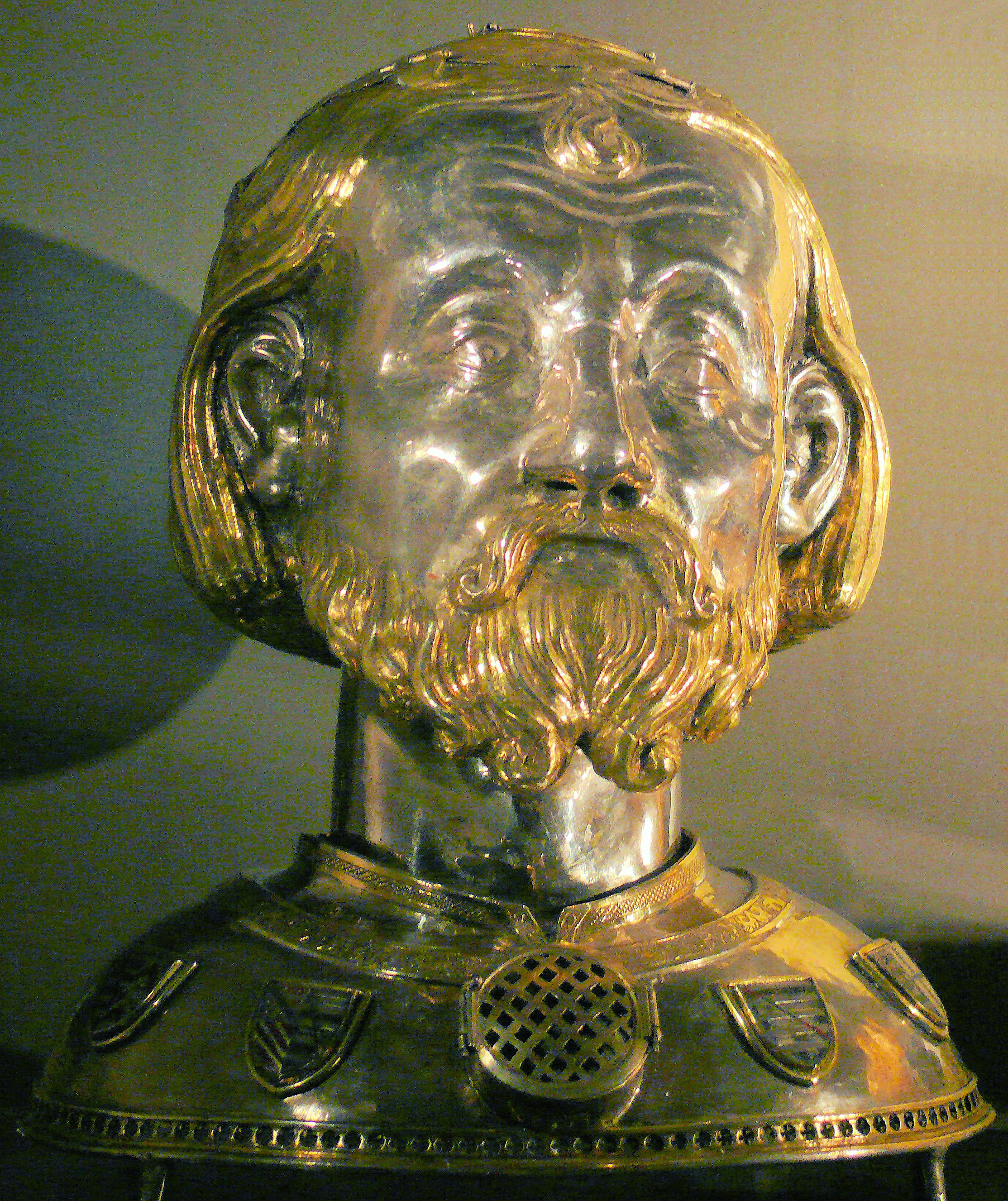
Le buste-reliquaire de saint Dumine.

À voir aussi dans l'église :
- des fresques du XIIIe siècle qui ornent le chœur,
- une pietà du XVe siècle.

### Les ruines du château
Il ne reste que des ruines du château dit de La Roche Haute surplombant le bourg ; il fut le théâtre en 1594 d'un siège de l'armée royale contre le seigneur de Gimel qui dut se rendre. Le château fut démoli à cette occasion.

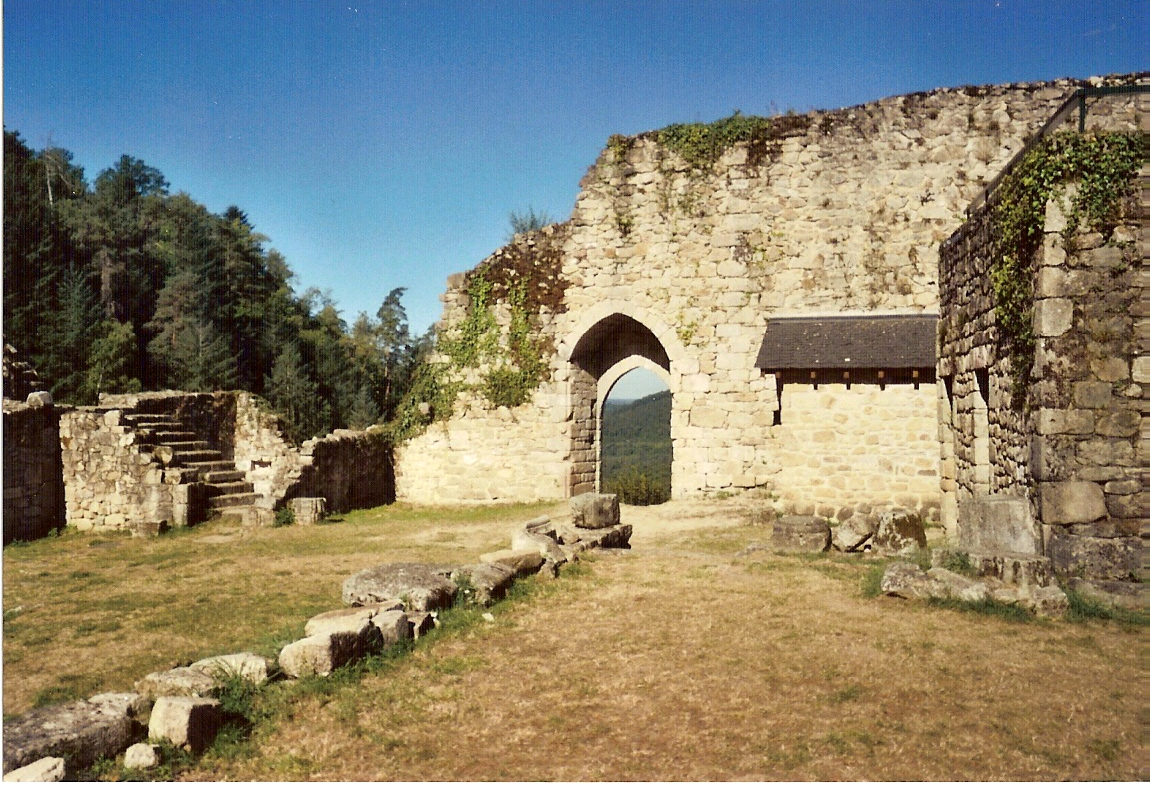
Les ruines du château.
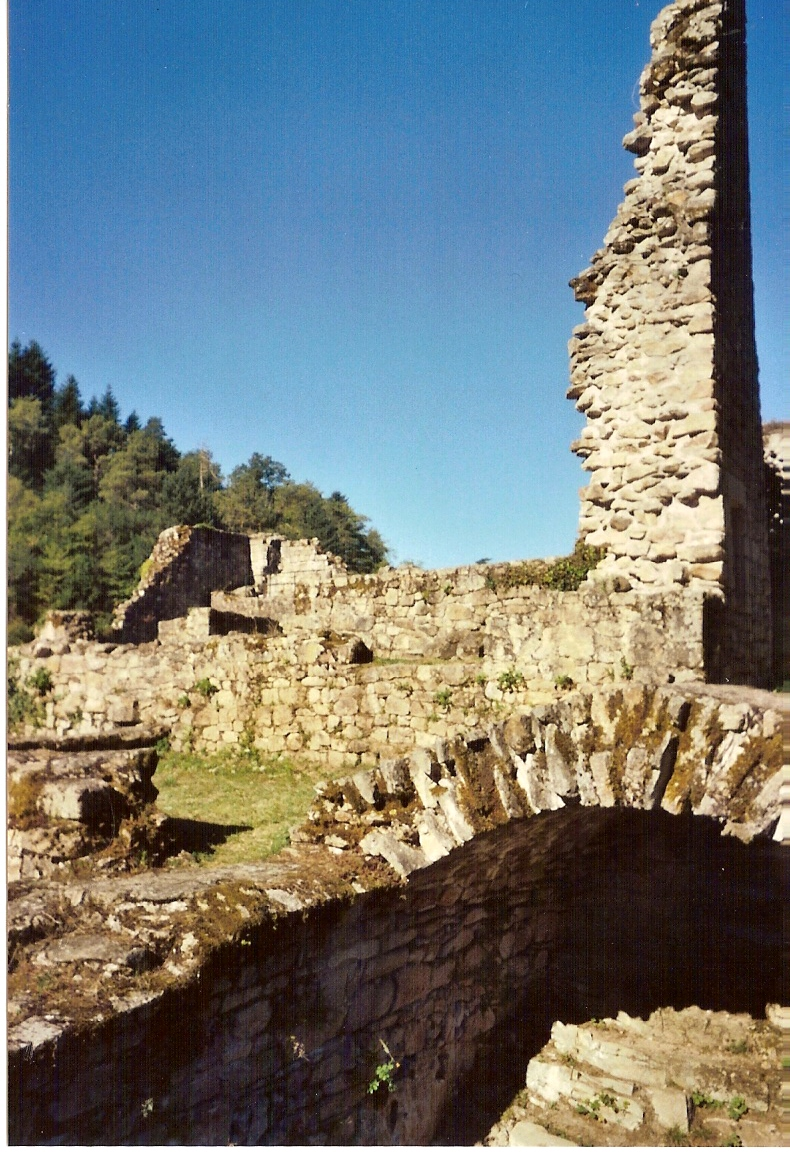
Dans le château de Gimel.
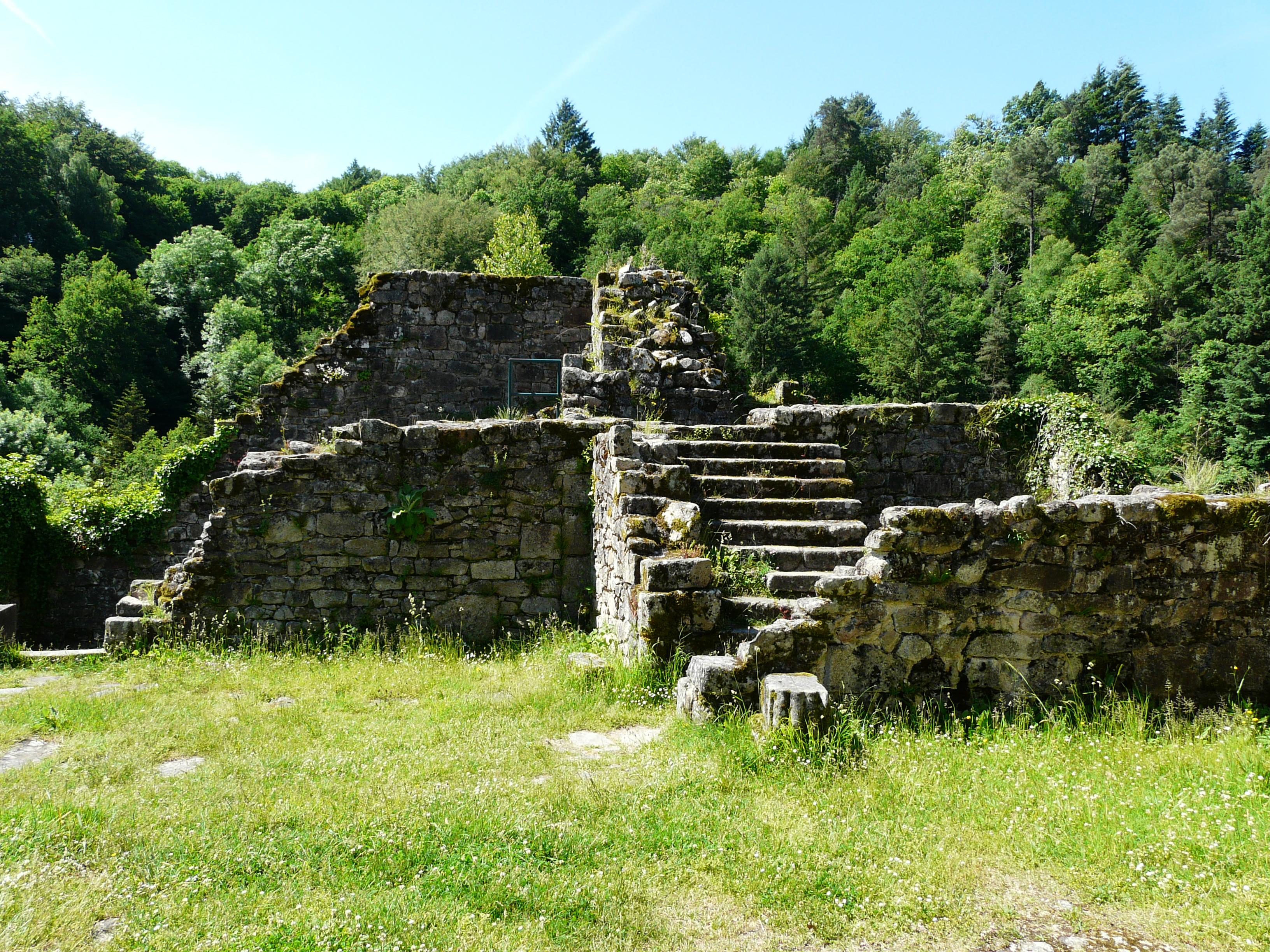
Restes d'une tour d'angle.
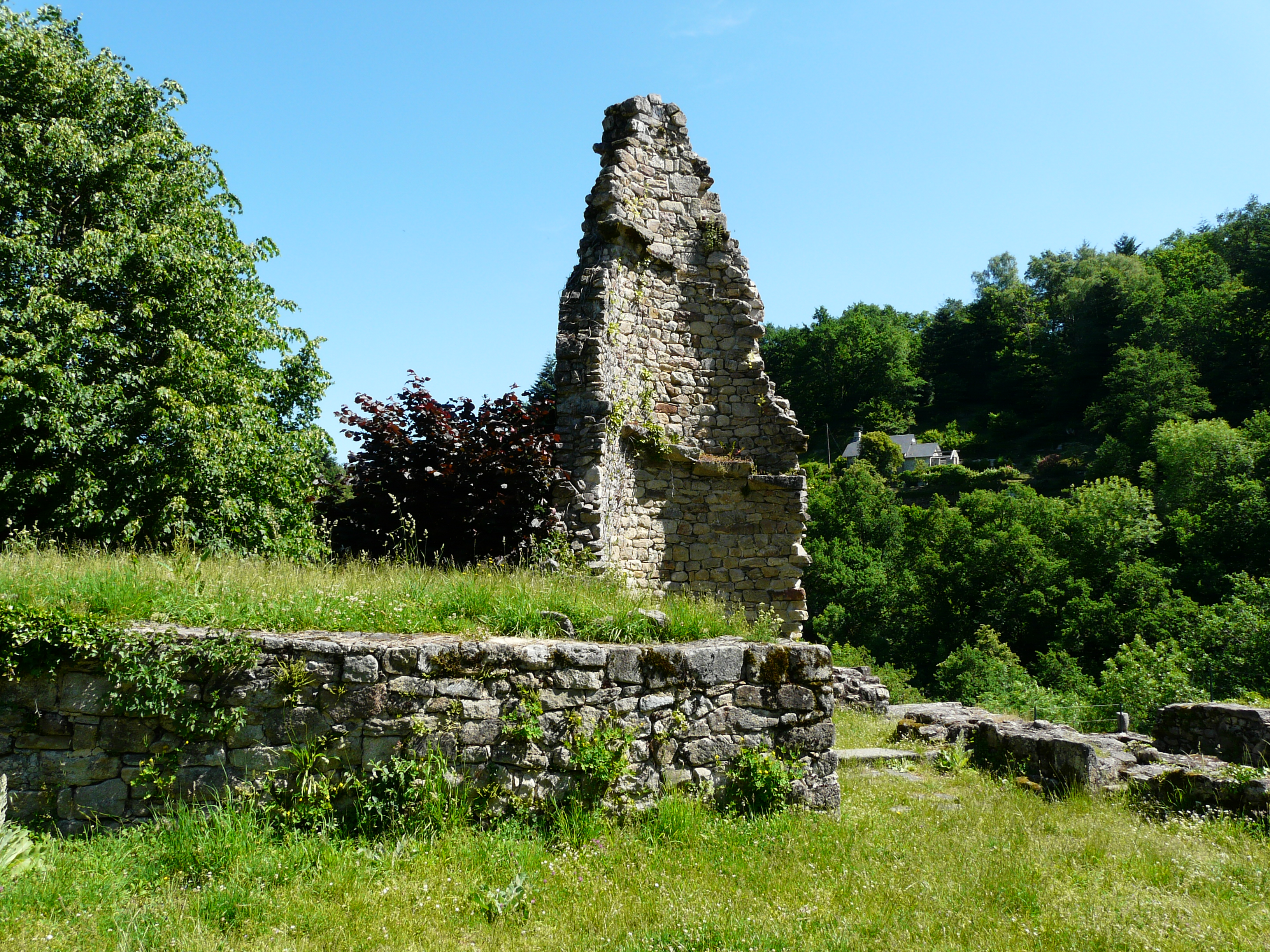
Pan de mur.
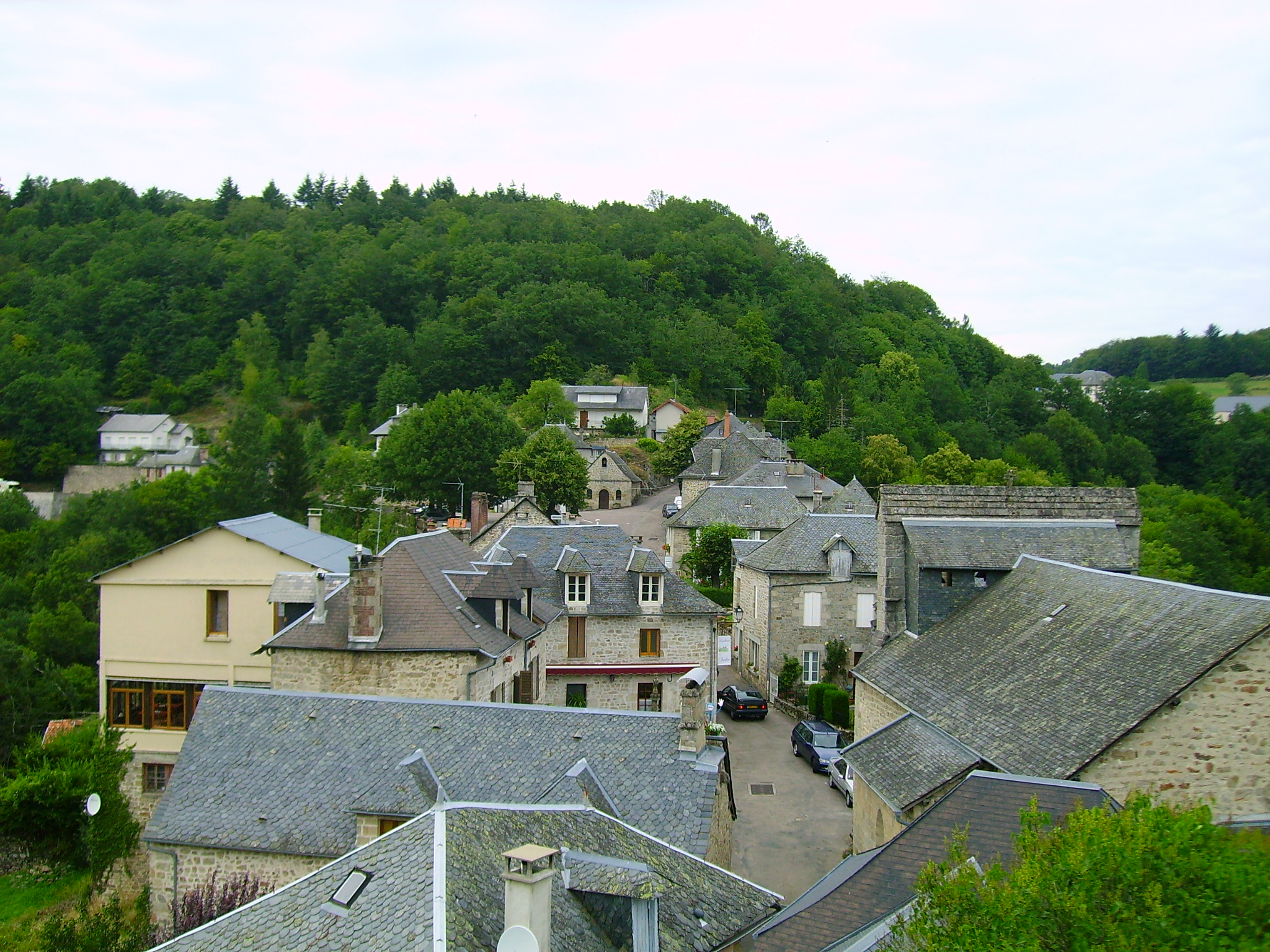
Le Bourg, vu du château.
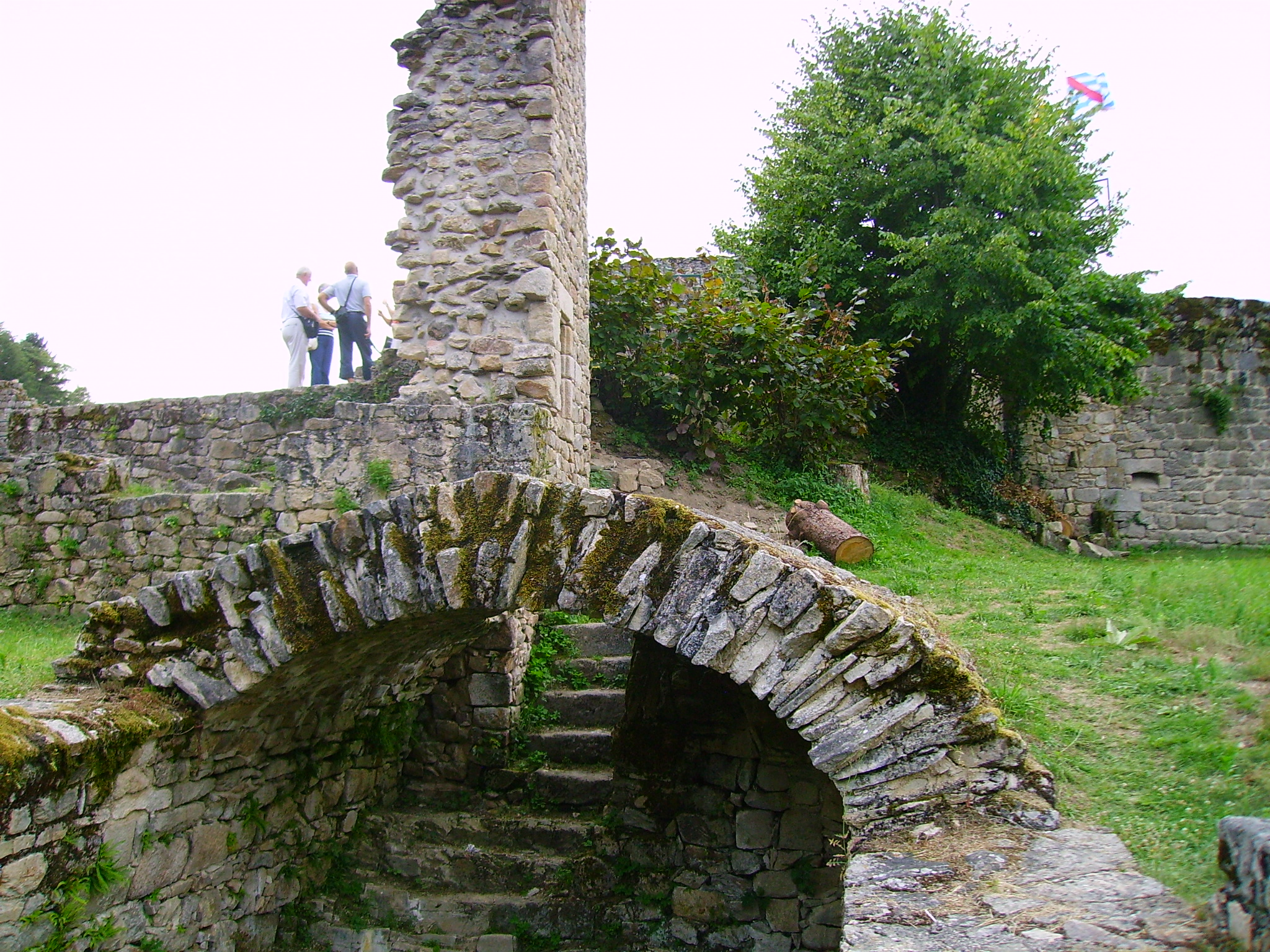
Autre vue du Château.
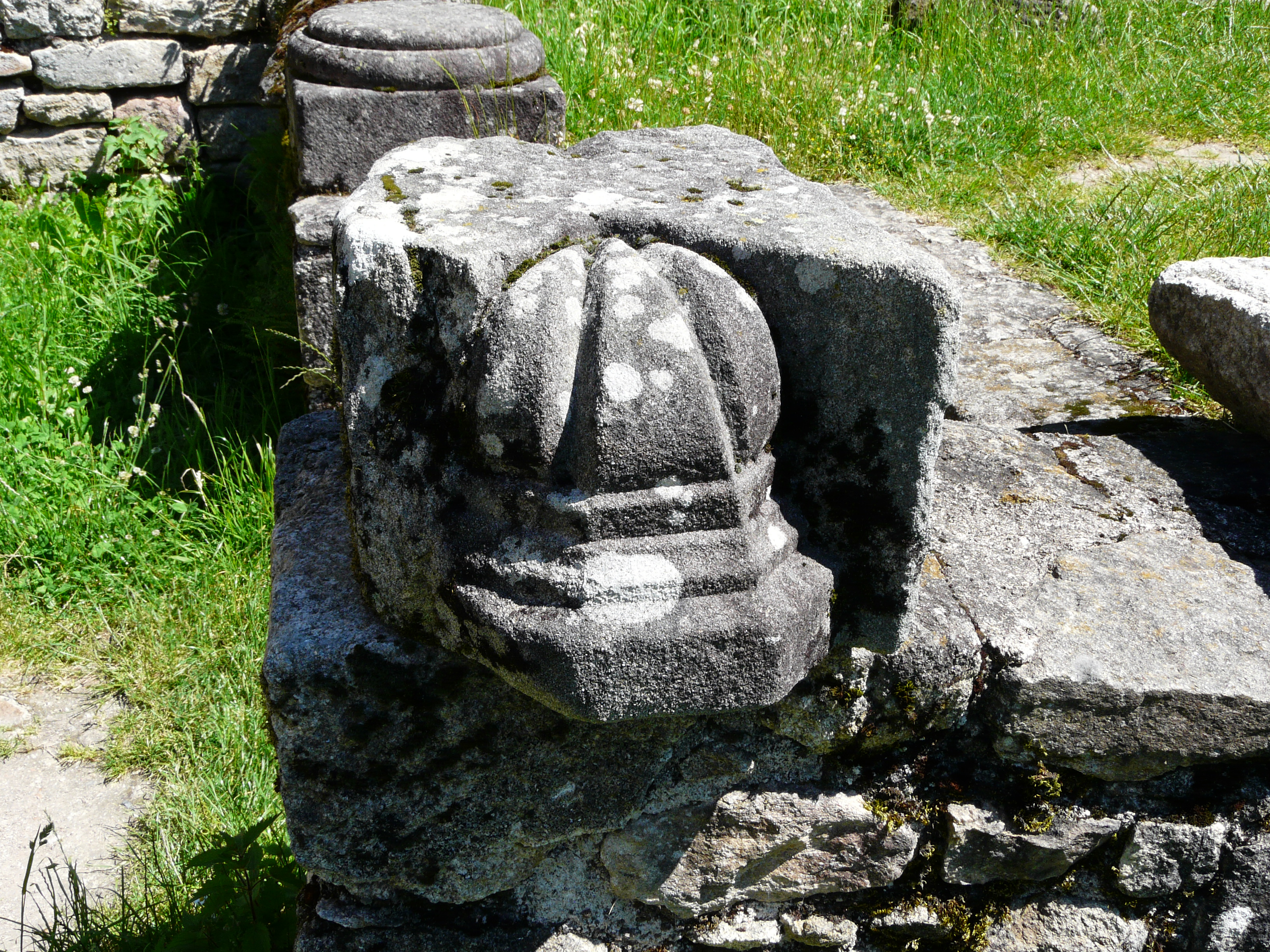
Un élément décoratif.
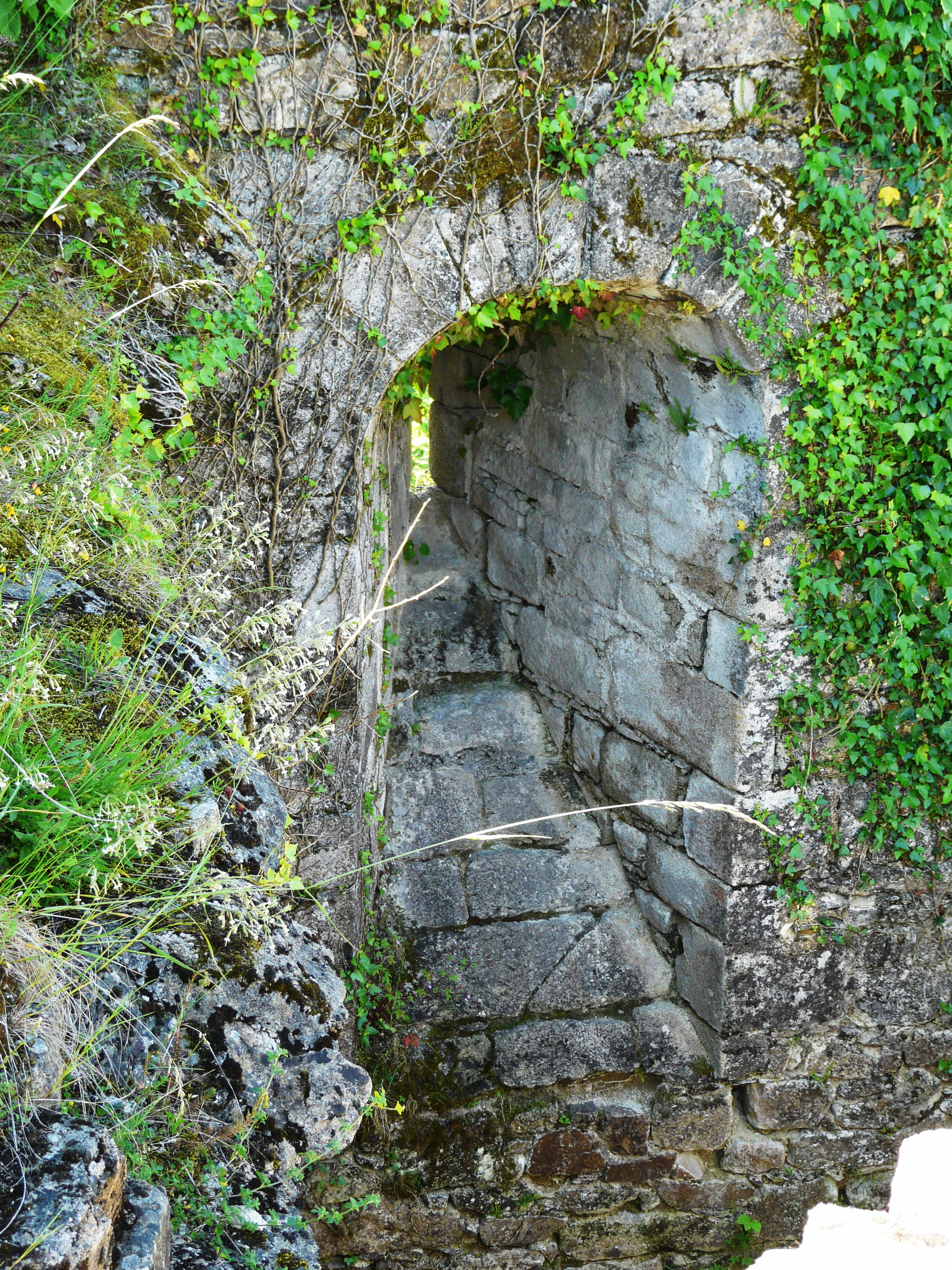
Une meurtrière.

### L'église Saint-Étienne de Braguse
En aval des cascades, surplombant un méandre de la Montane, se trouvent les restes de l'église Saint-Étienne de Braguse, édifiée au VIe siècle, puis église paroissiale au XIIe siècle et désaffectée au XVIIIe siècle. Elle est inscrite aux monuments historiques depuis 1926.

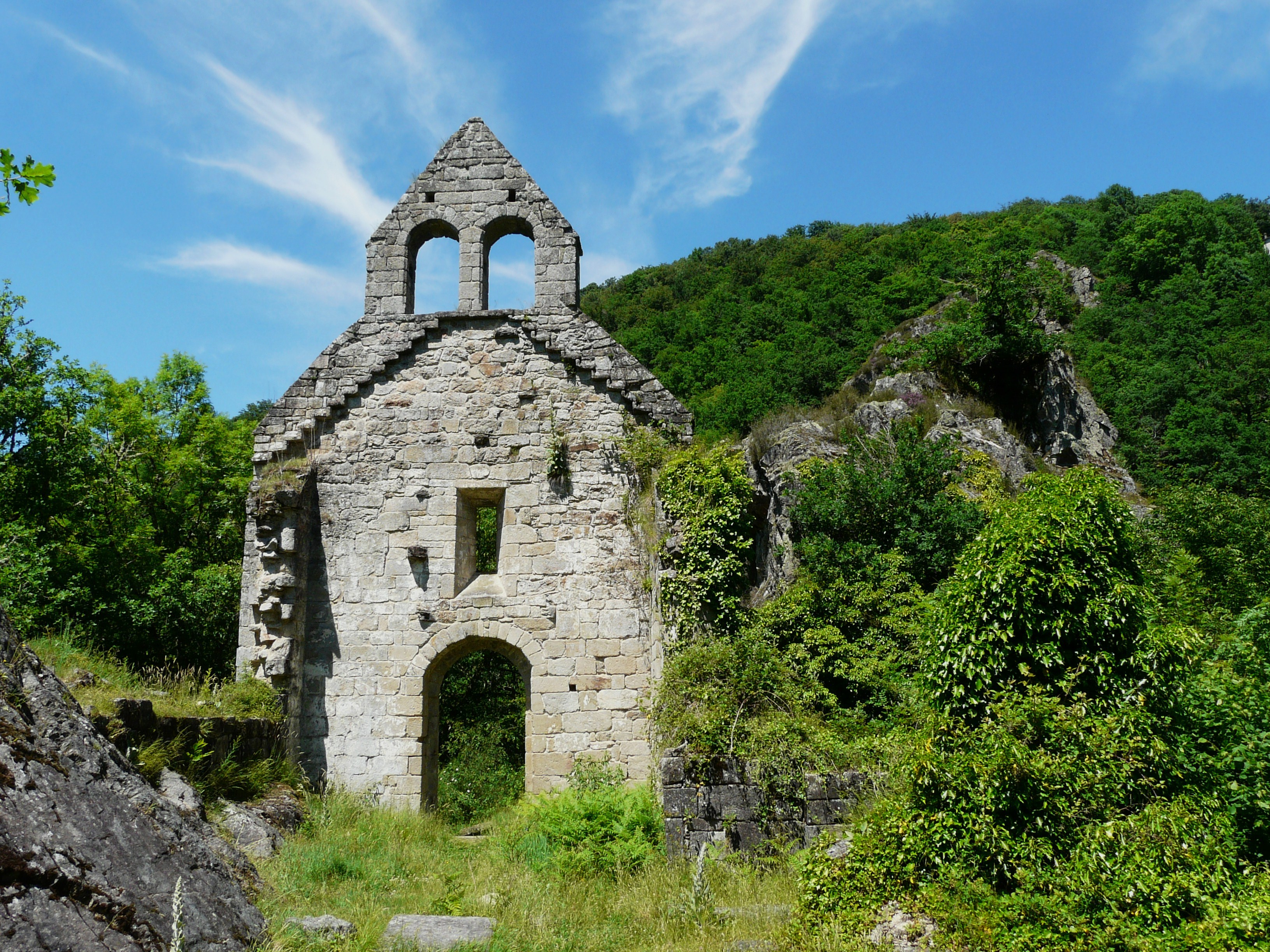
L'église Saint-Étienne de Braguse.
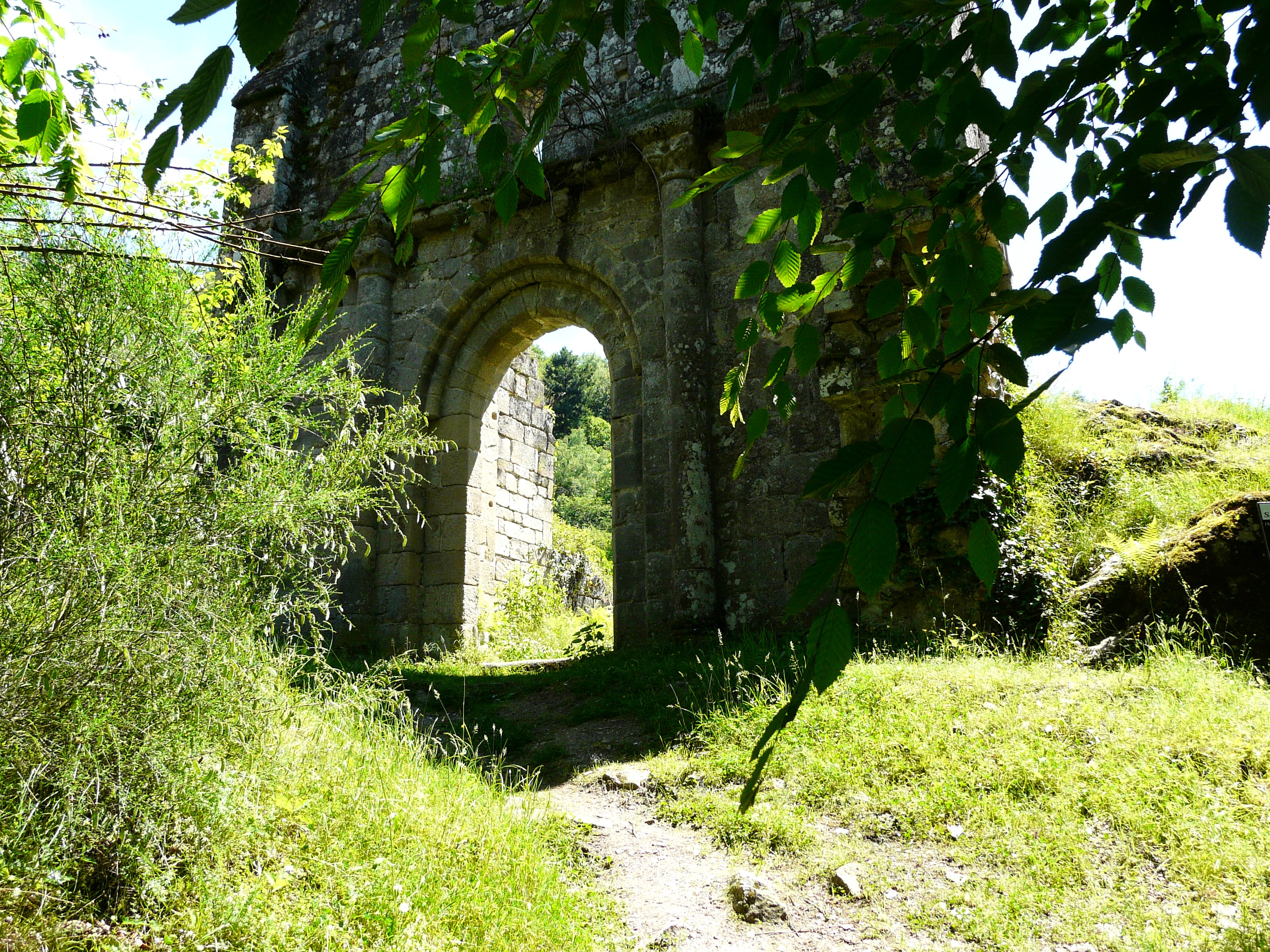
Son portail.
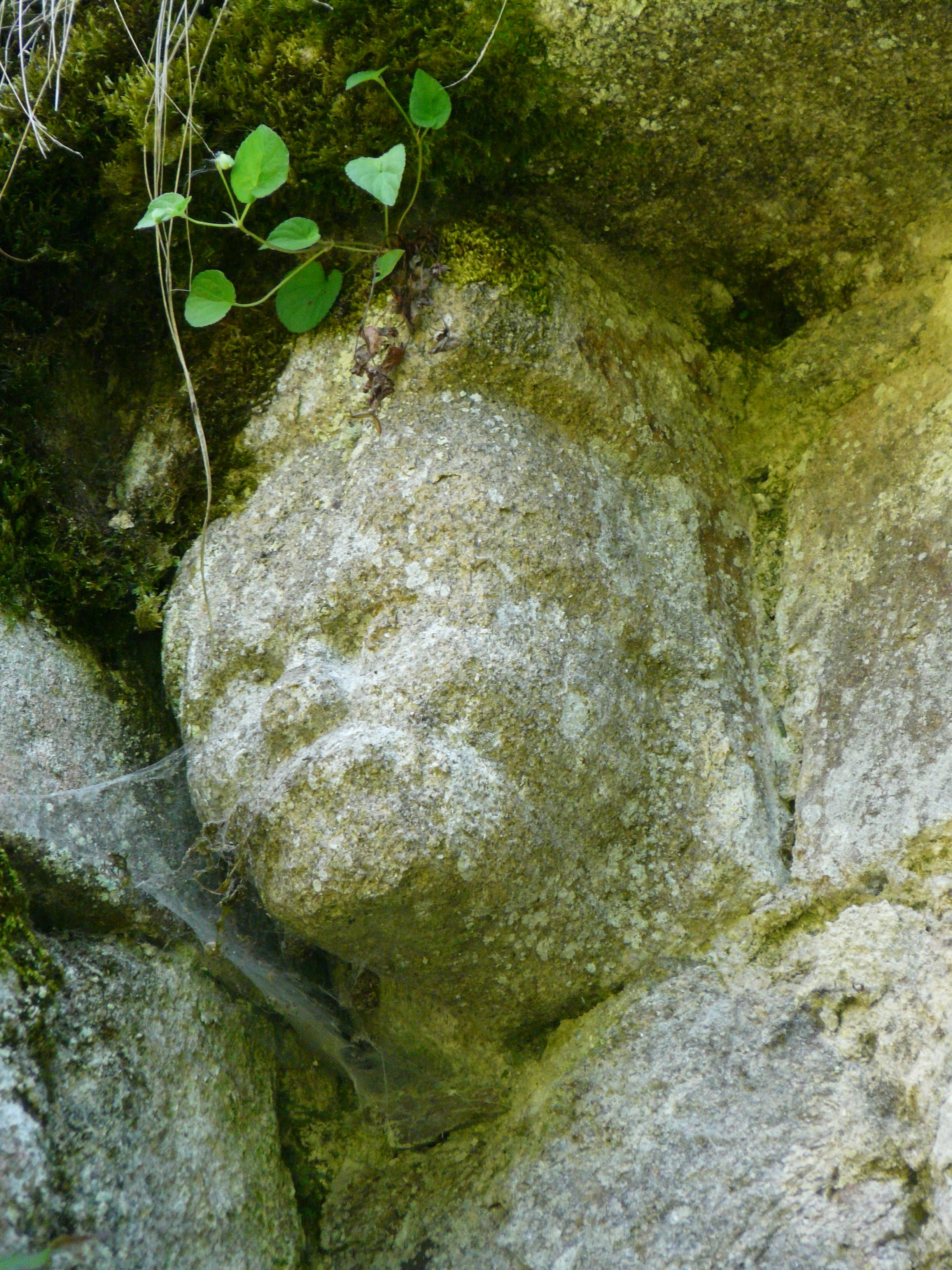
Un modillon sculpté.

### Autres sites et monuments
Sur la place principale du bourg, la minuscule chapelle Notre-Dame-du-Rosaire (ou des Pénitents blancs) a été implantée au XVIIIe siècle. Elle est décorée d'un grand tableau représentant une Déploration du Christ qui porte une inscription en bas à gauche, Adèle de Kérado d'après Carrache. Toujours dans le village, une croix de style XIIIe siècle a été installée par la commune en 1865. Une autre croix remarquable peut également se découvrir au cimetière situé à 500 mètres du bourg.
En amont du site des cascades, la Montane contourne le bourg par l'est. Un ancien pont à péage y est flanqué d'une maison au toit de chaume. En aval de ce pont, le site des Cascadelles présente un ruisseau qui rejoint la Montane après une petite chute d'eau. En bordure du parc Vuillier, une statue de la Vierge à l'Enfant surplombe la cascade du Grand Saut.
Après les trois chutes d'eau importantes du site des cascades, la Montane se précipite dans la vallée de Gimel et il existe une quatrième cascade.

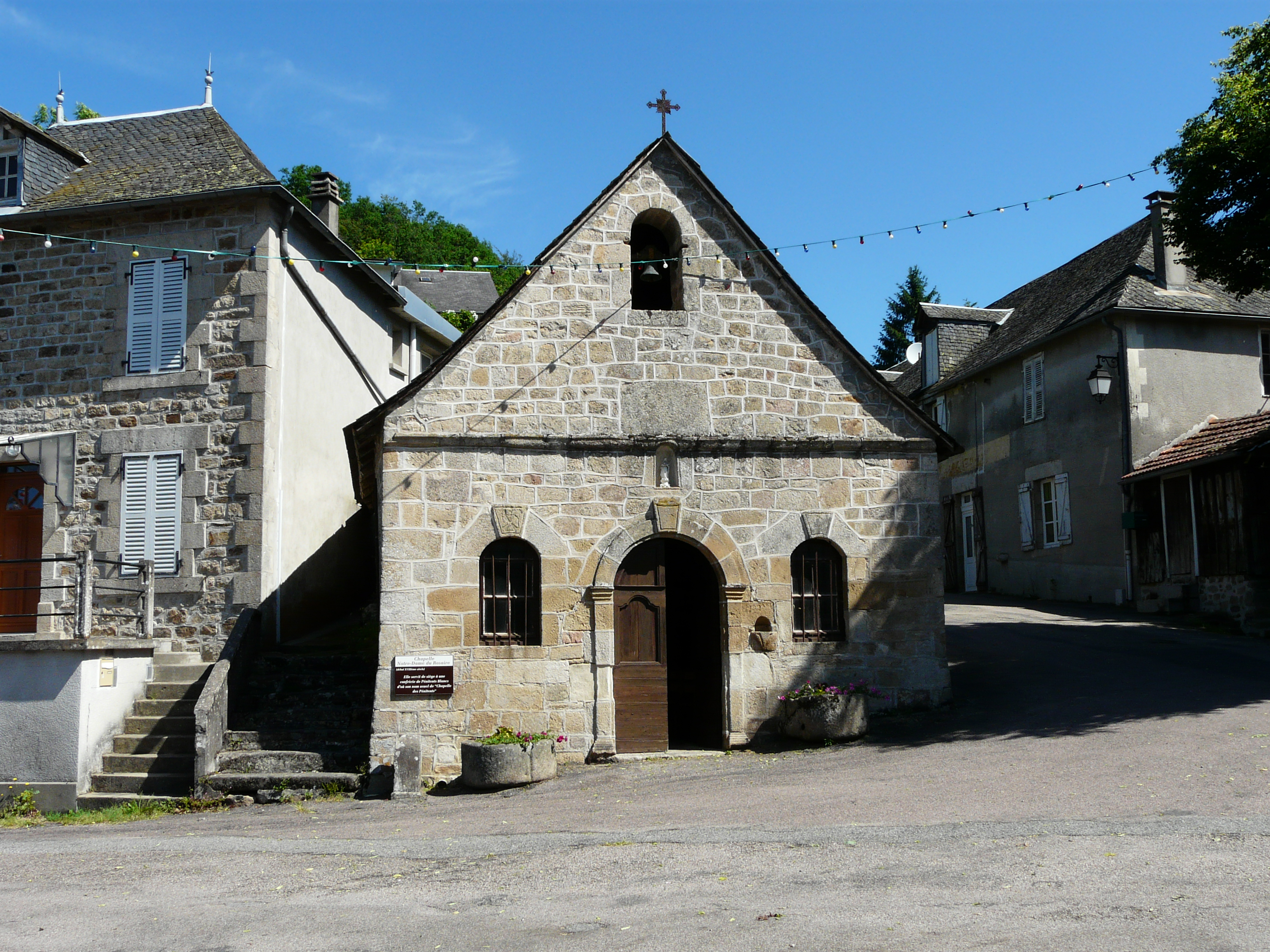
La chapelle des Pénitents blancs.
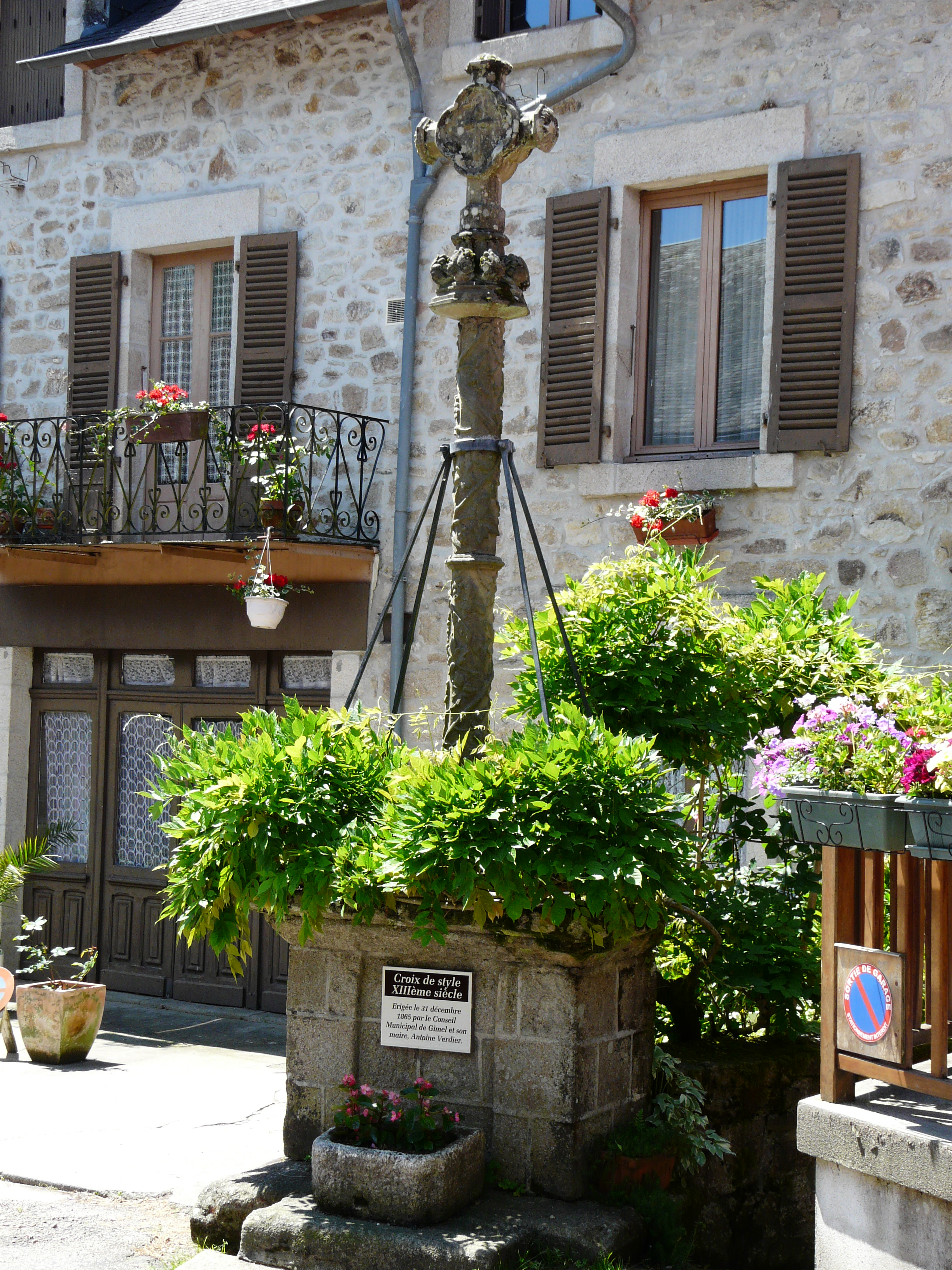
La croix du bourg.
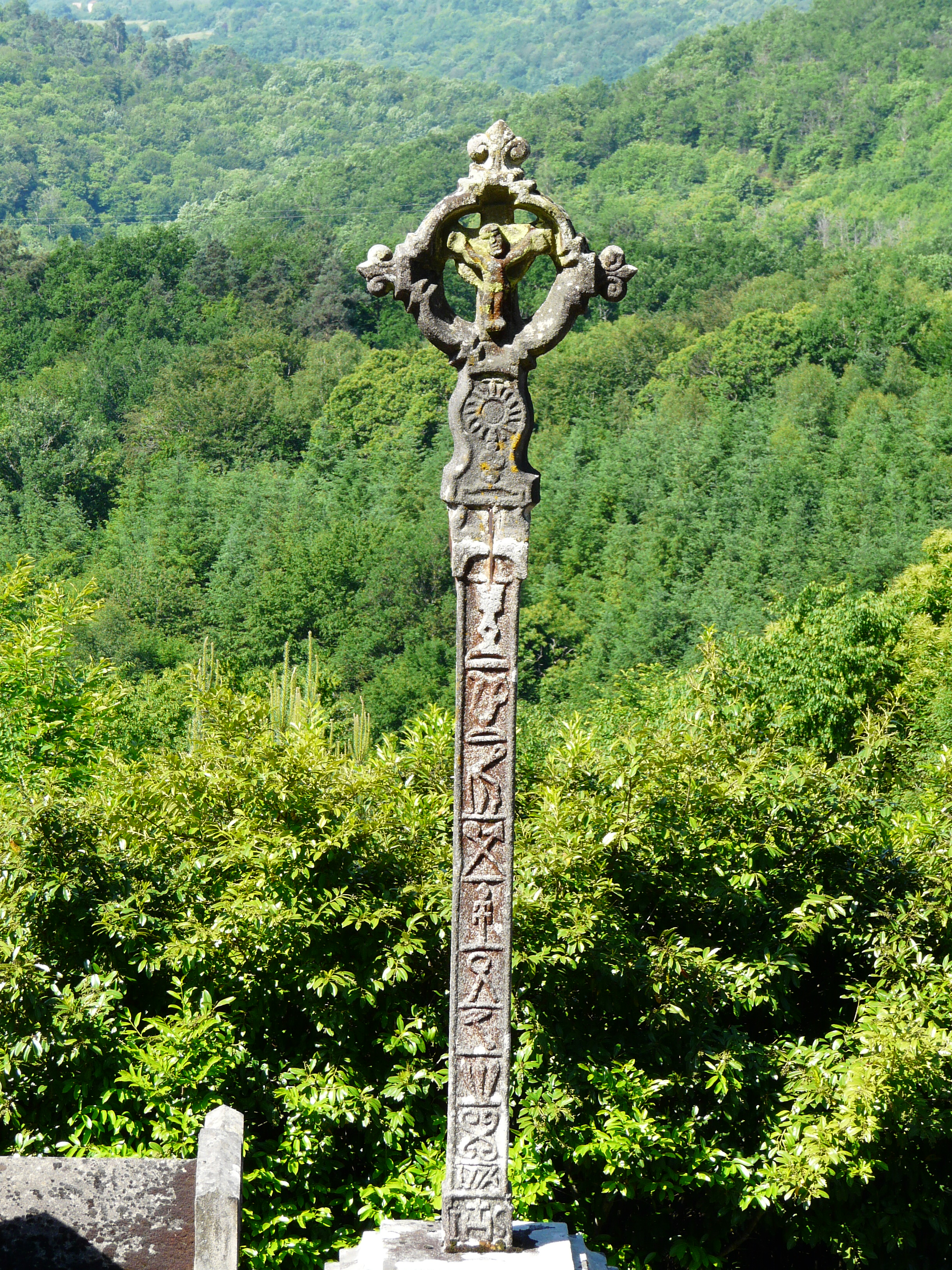
La croix du cimetière.
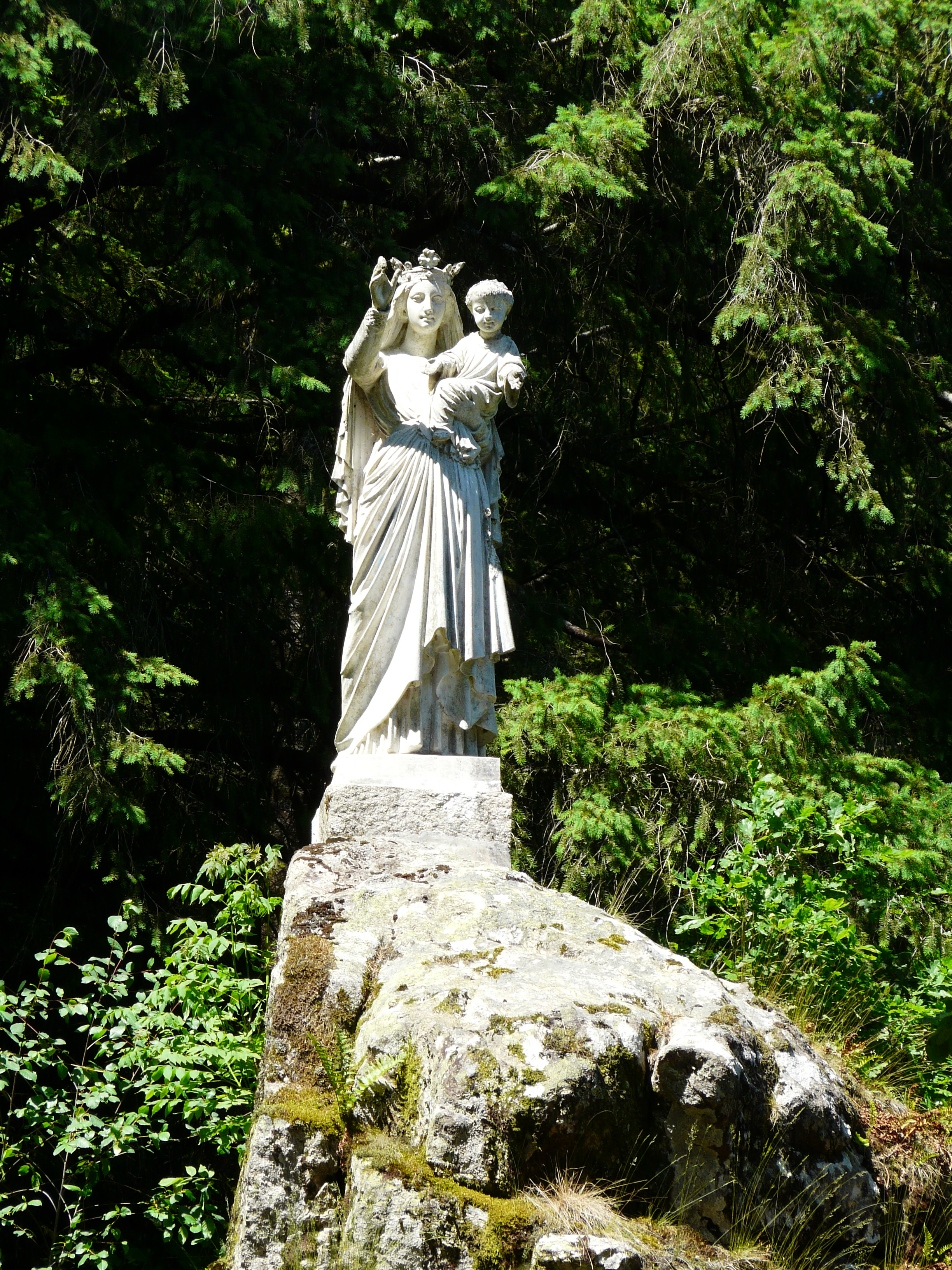
La vierge de saint-Dumine.
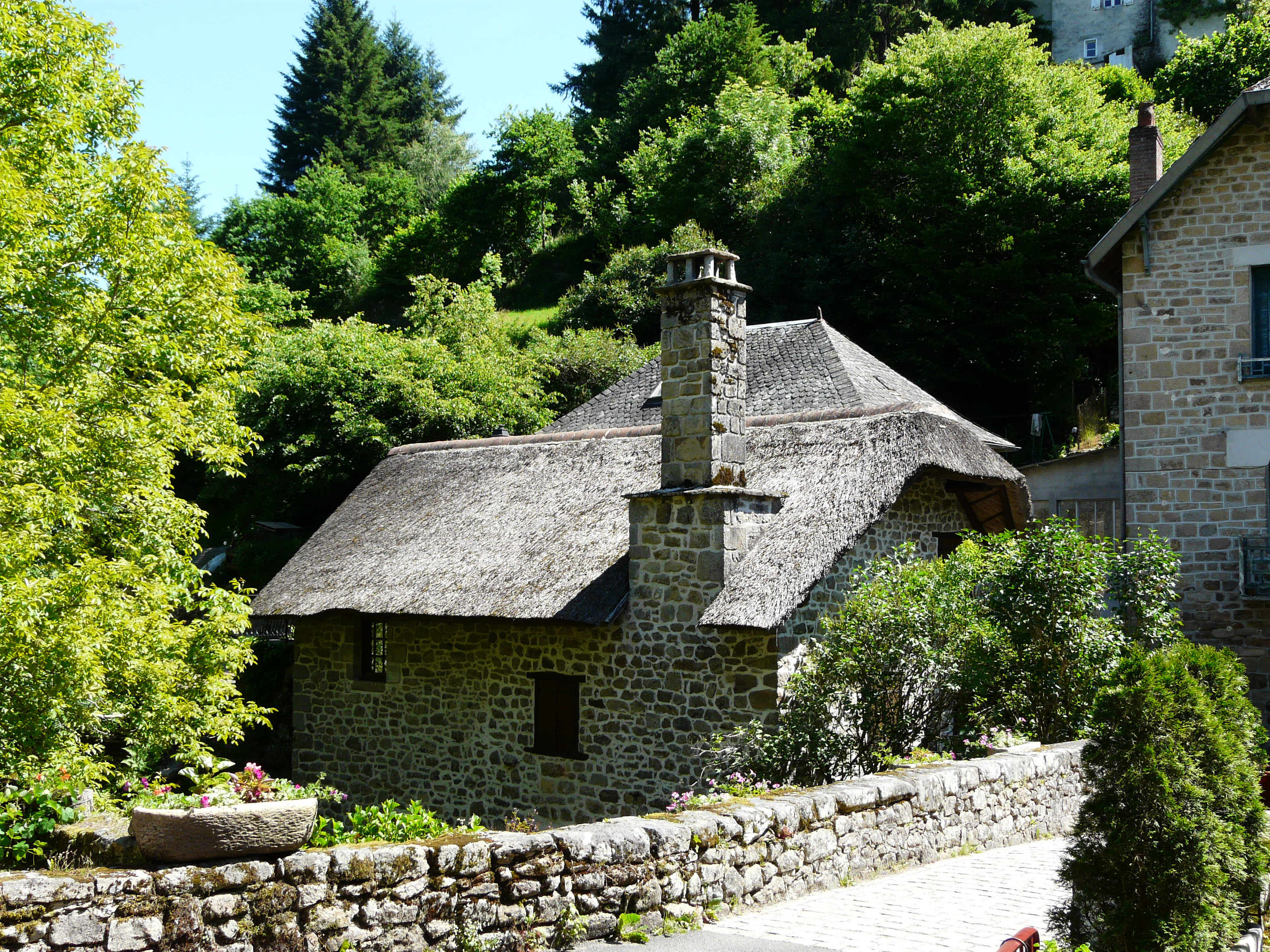
Le pont à péage et la maison au toit de chaume.
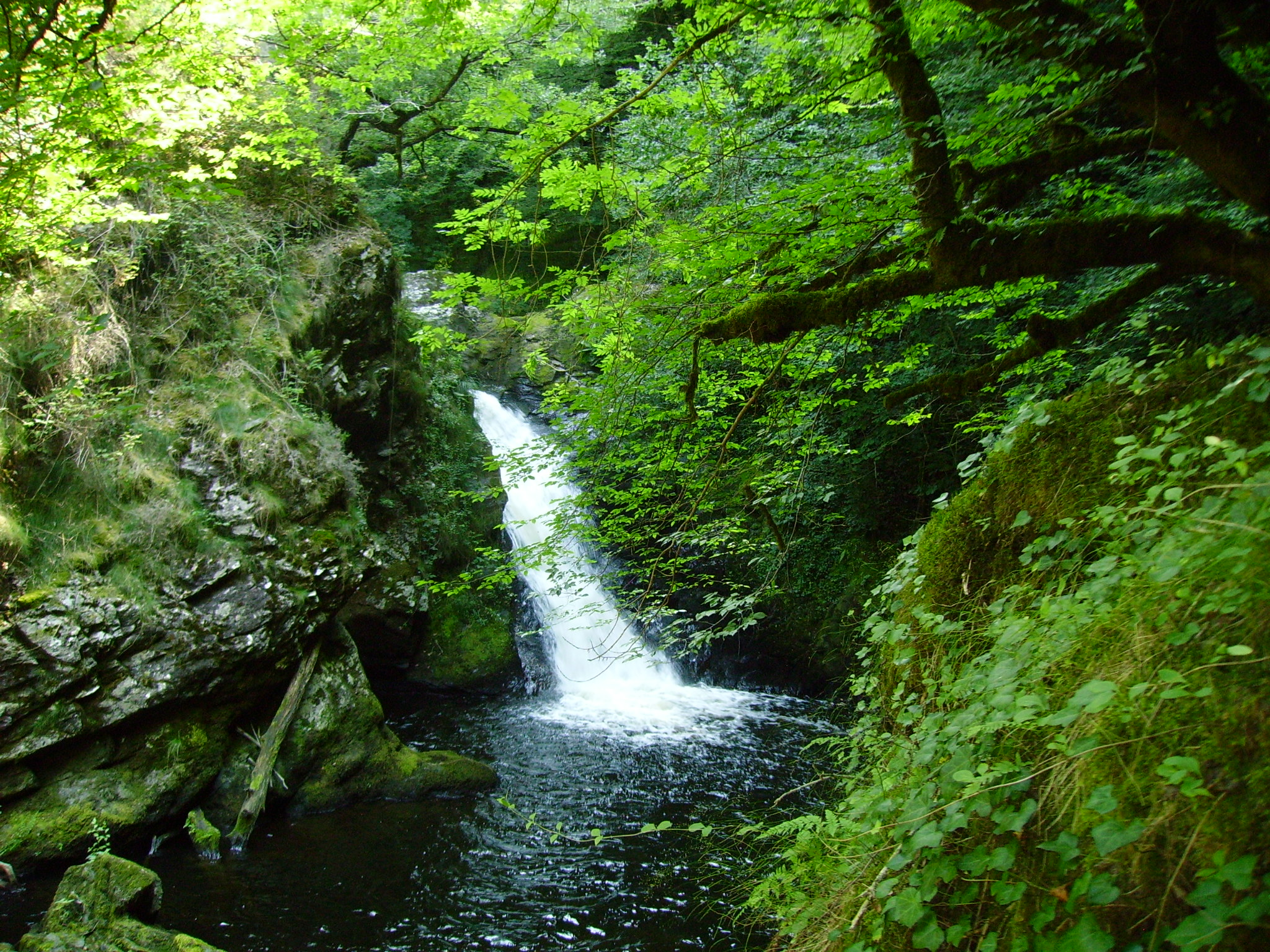
La quatrième cascade.

## Économie
L'entreprise Monteils et Fils est le dernier fabricant de paillons de seigle utilisés dans l'affinage de fromages, le Saint-nectaire.

## Personnalités liées à la commune
- Louis Léger Combret de Marcillac (1789-1866) est un homme politique né à Gimel.
- Gaston Vuillier (1845-1915), dessinateur, peintre, auteur d'ouvrages sur les pays méditerranéens. Il s'est installé à Gimel en 1892 et y est mort. Il s'est battu pour la sauvegarde du site des cascades et a aménagé le parc qui les entoure et qui porte son nom.

## Héraldique
| Blason de Gimel-les-Cascades | Blason  | Burelé d'argent et d'azur, à la bande de gueules brochant sur le tout. |
| Blason de Gimel-les-Cascades | Détails | Armes de la famille de Gimel, adoptées par la municipalité en 1978.    |